# Александров (город)

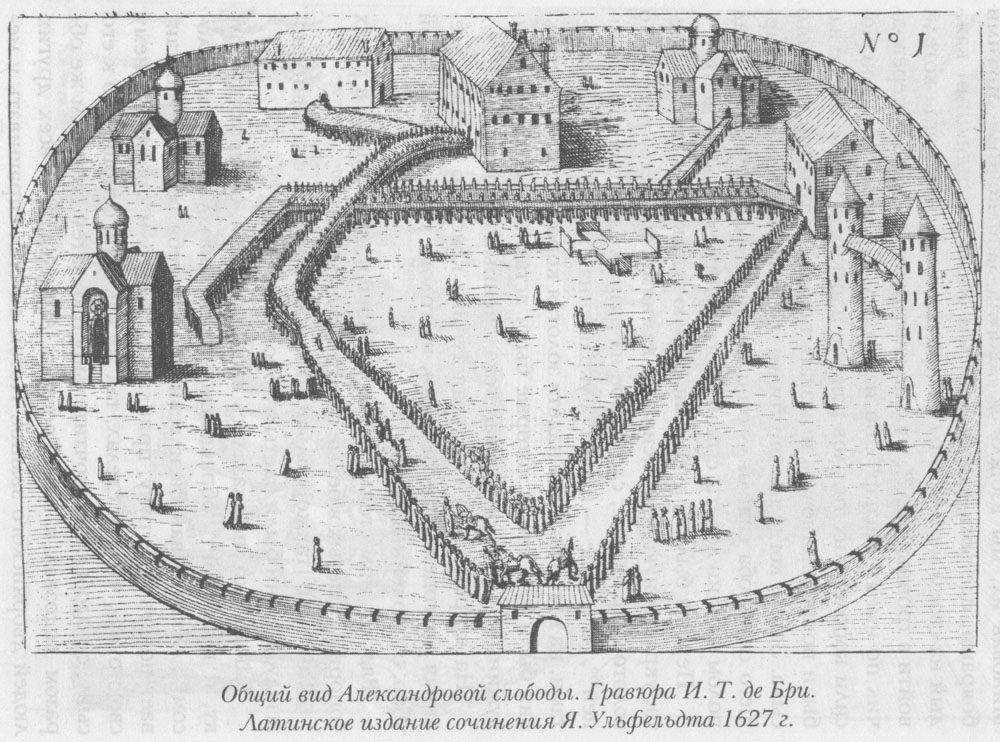
Александрова слобода, рис. XVI века

Алекса́ндров (ранее Алекса́ндровская слобода́, Алекса́ндрова слобода) — город (с 1778 года) в России. Административный центр Александровского района Владимирской области. Четвёртый по величине город области, туристический центр на Золотом кольце России. Является центром Александровской агломерации населением около 130 тысяч жителей. Имеет города-спутники Струнино и Карабаново. Образует одноимённое муниципальное образование город Александров со статусом городского поселения как единственный населённый пункт в его составе.

## Географическое положение
Расположен на северо-западе Владимирской области, на восточных отрогах Клинско-Дмитровской гряды, в северо-восточной части Смоленско-Московской возвышенности, в 125 км к северо-западу от Владимира и в 111 км к северо-востоку от Москвы. Узел железнодорожных линий Москва — Архангельск и Большого кольца Московской железной дороги. Через город протекает река Серая.
| Ближайшие города            | Ближайшие города            | Ближайшие города              |
| --------------------------- | --------------------------- | ----------------------------- |
| Северо-запад: Краснозаводск | Север: Переславль-Залесский | Северо-восток: Юрьев-Польский |
| Запад: Струнино             |                             | Восток: Кольчугино            |
| Юго-запад: Сергиев Посад    | Юг: Карабаново              | Юго-восток: Киржач            |

## История

### Новое село Александровское
Поселение на месте нынешнего города известно с середины XIV века, в документах XIV—XV веков упоминается под названием Великая слобода, с начала XVI века — Новое село Александровское и Александрова (Александровская) слобода. Близость слободы к Москве, Троице-Сергиеву монастырю и Переславлю-Залесскому сделало её в XV веке местом отдыха московских князей во время поездок на богомолье.
В духовной грамоте Ивана III (1504 год) Новое село Александровское было завещано его сыну Василию, будущему великому князю Василию III. В 1509—1515 годах был выстроен большой комплекс из нескольких дворцовых, четырёх храмовых и целого ряда хозяйственных сооружений — одна из дальних резиденций князя, вероятно, зодчим был Алевиз Новый. На сегодняшний день из дворцово-храмового комплекса сохранились:
- Троицкий (ранее Покровский) собор;
- Покровская (ранее Троицкая) церковь;
- церковь Алексея митрополита внутри существующей Распятской колокольни;
- Успенская церковь.

После смерти Василия III Елена Глинская возвела вокруг комплекса дворцовых построек крепостные деревянные стены с воротами, окружила его рвом. Сын Василия III, Иван Грозный, следуя традициям отца, продолжал совершать богомольные поездки. С 1532 по 1563 годы Иван IV приезжал в Александровскую слободу более 10 раз.

### Александровская слобода при Иване Грозном

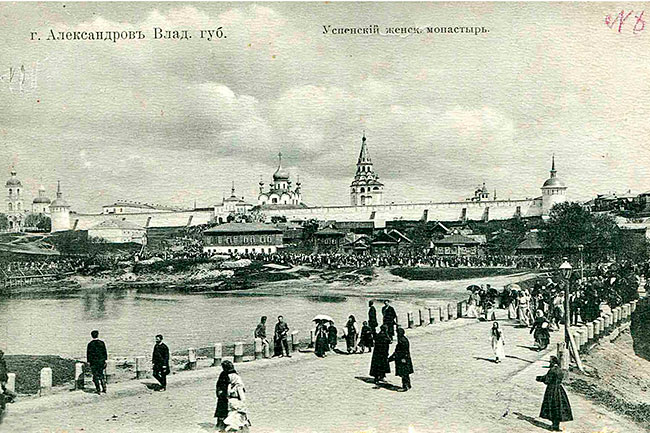
г. Александров в начале XX века

3 декабря 1564 года Иван Грозный из Москвы отправился на богомолье. К 21 декабря царский кортеж прибыл в Троице-Сергиев монастырь. После молитв и традиционной службы Иван IV отправился не в Москву, а в Александрову слободу. В первой половине 1565 года Иван IV в основном жил в Александровой слободе. К осени 1565 года в Александрову слободу сошлись все нити внутреннего управления. До 1581 года слобода являлась главным политическим и культурным центром Русского государства, центром опричнины. Здесь царь и его семья находились во время «Моровой язвы» — чумы, охватившей Москву в 1568 году.
В 1569 году сюда из Москвы была перевезена первая в России типография. Ученики первопечатника Ивана Фёдорова Андроник Тимофеев (Невежа) и Никифор Тарасиев в 1578 году печатают в ней Псалтирь, повторившую изданную в 1568 году в Москве первый русский учебник «Псалтирь Учебная». В дальнейшем типография печатала не только книги, но и листовки против Стефана Батория, распространявшиеся во «многих немецких городах».
В Александровской слободе в 1571 году проходил царский смотр невест. Со всей Руси сюда приехали две тысячи красавиц, из которых Иван Грозный выбрал себе в жёны Марфу Собакину.
В ноябре 1581 года в Александровской слободе умер или был убит отцом царевич Иван. После смерти сына царь покинул слободу навсегда.

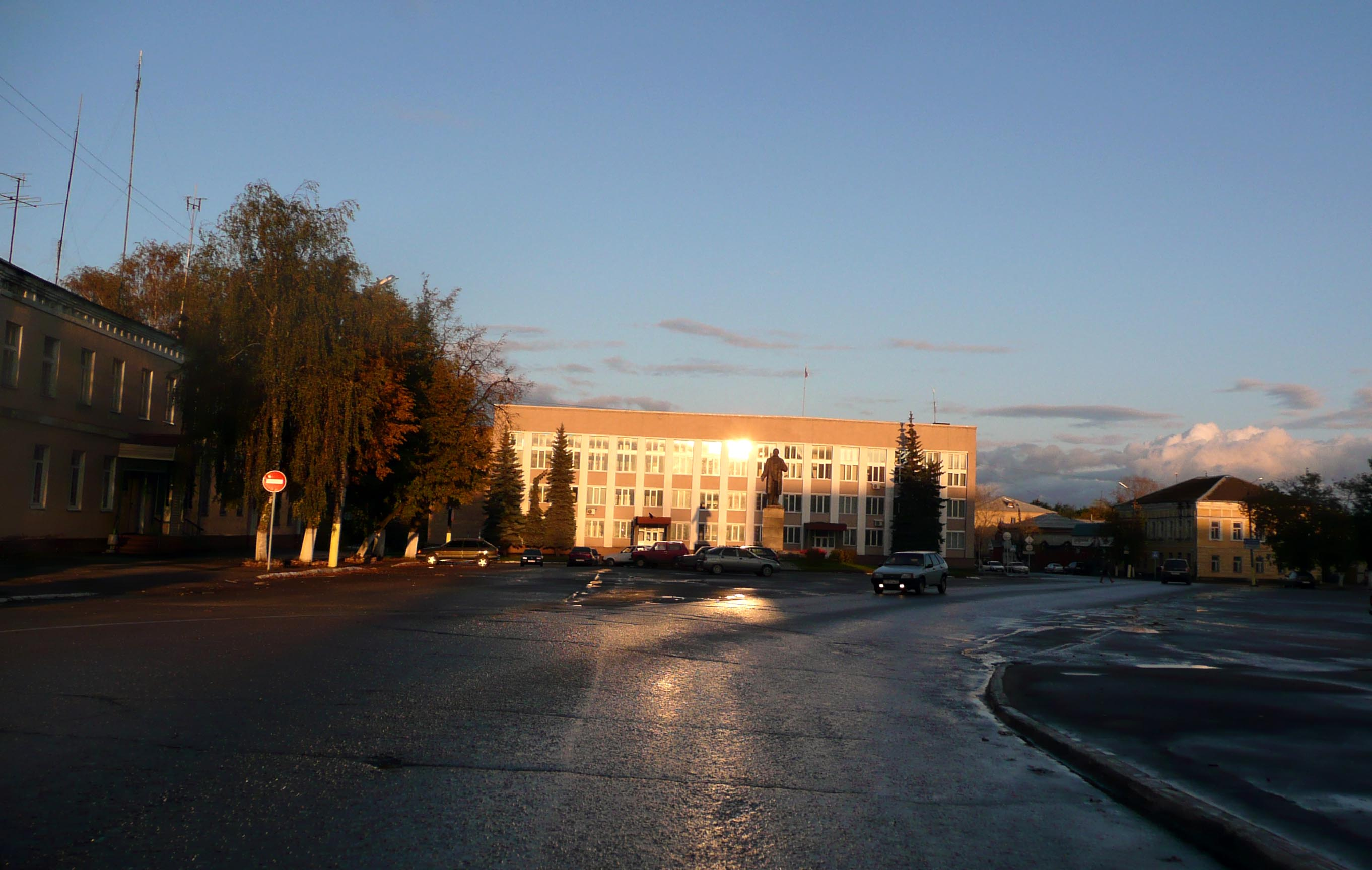
Советская площадь

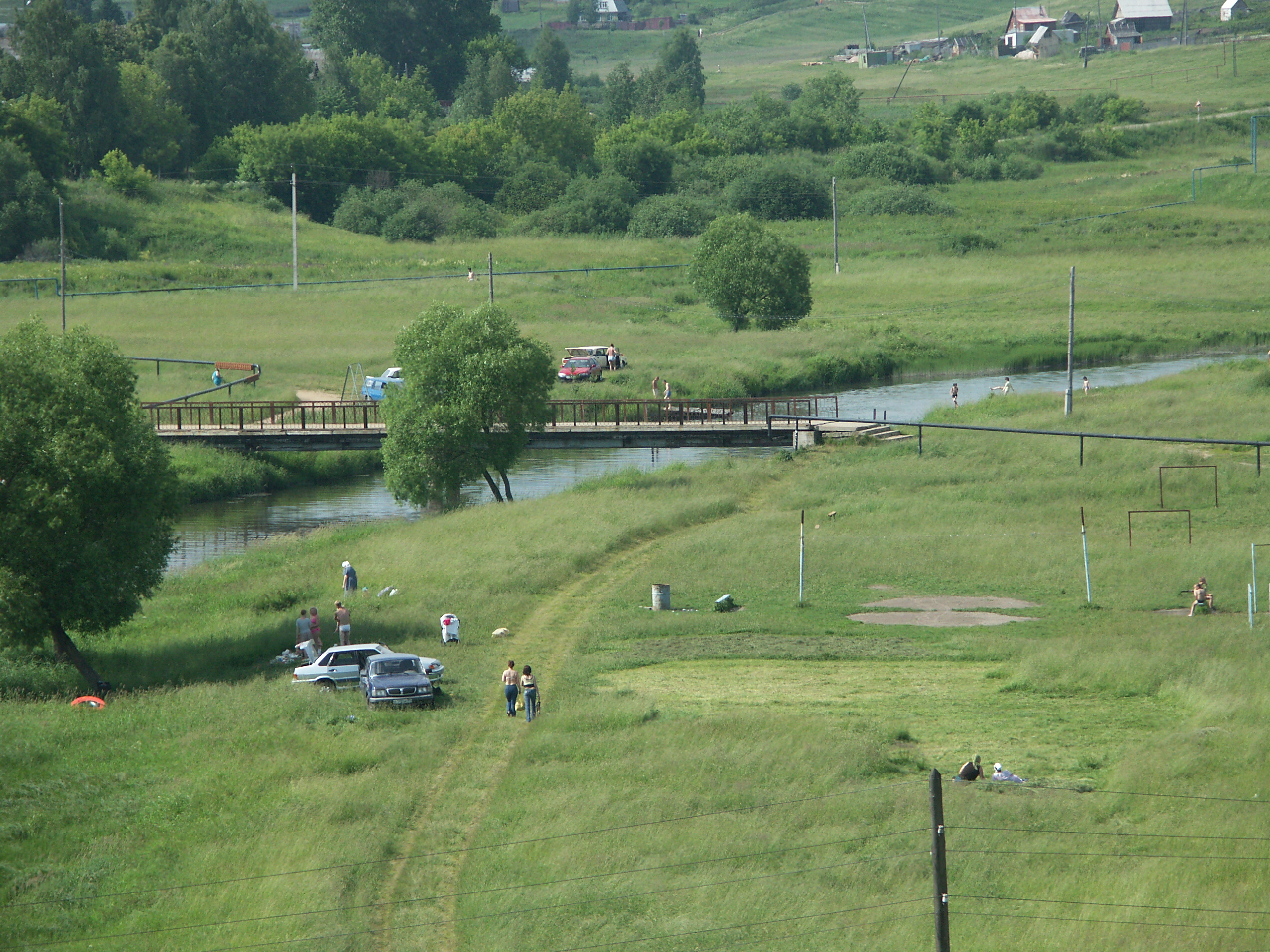
Река Серая в Александрове

### Александровская слобода после Ивана Грозного
В начале XVII века Александровская слобода была сильно разрушена поляками: в 1609 и 1611 годах её захватили отряды во главе с Яном Сапегой. Ополченцы Минина и Пожарского освободили слободу от захватчиков и вместе со слободскими ратниками двинулись на пленённую Москву.
Около 1635 года для Михаила Фёдоровича Романова в Александровской слободе был построен деревянный царский дворец, просуществовавший около 100 лет. При Алексее Михайловиче на месте запустевшей крепости организован женский Свято-Успенский монастырь.
Памятники архитектуры древней Александровской слободы входят в состав музея-заповедника «Александровская слобода».

### Уездный город
1 сентября 1778 года указом Екатерины Великой слобода была преобразована в уездный город Александров Владимиро-Костромского наместничества. В 1781 году был жалован герб на котором размещены тиски и наковальня. Они символизировали традиционный промысел города — кузни, в 1788-м утверждён первый регулярный план города, который лёг в основу последующих застроек. С 1796 года Александров — уездный город Владимирской губернии.
В начале XIX века в Александрове и Александровском уезде получило распространение хлопчатобумажный промысел, в городе действовали крупнейшие в России ткацкие мануфактуры: Троицко-Александровская и Соколовская.
В 1870 году через город прошла железная дорога, связавшая Александров с Москвой и Ярославлем, а в 1896 году была построена железная дорога до Иваново-Вознесенска и Кинешмы. Это предопределило дальнейшее развитие промышленности.
В 1897 году в городе жили 6 810 человек, из них 6 501 русский, 87 украинцев, 87 поляков, 84 еврея.
В 1903 году было построено здание железнодорожного вокзала, являющееся одним из архитектурных памятников города.
9 декабря 1905 года власть в Александрове фактически захватили восставшие рабочие под руководством фабриканта С. Н. Баранова и социал-демократа, рабочего фабрики Баранова Ф. И. Калинина. Так называемая Александровская республика просуществовала 5 дней и была полностью ликвидирована с помощью прибывших казаков и взвода артиллерии.

в 1915—1917 годах в Александрове жила Анастасия Цветаева с мужем и сыном, их часто навещала Марина Цветаева, которая в Александрове случайно встретилась с поэтом Осипом Мандельштамом.

Фрагменты старого города
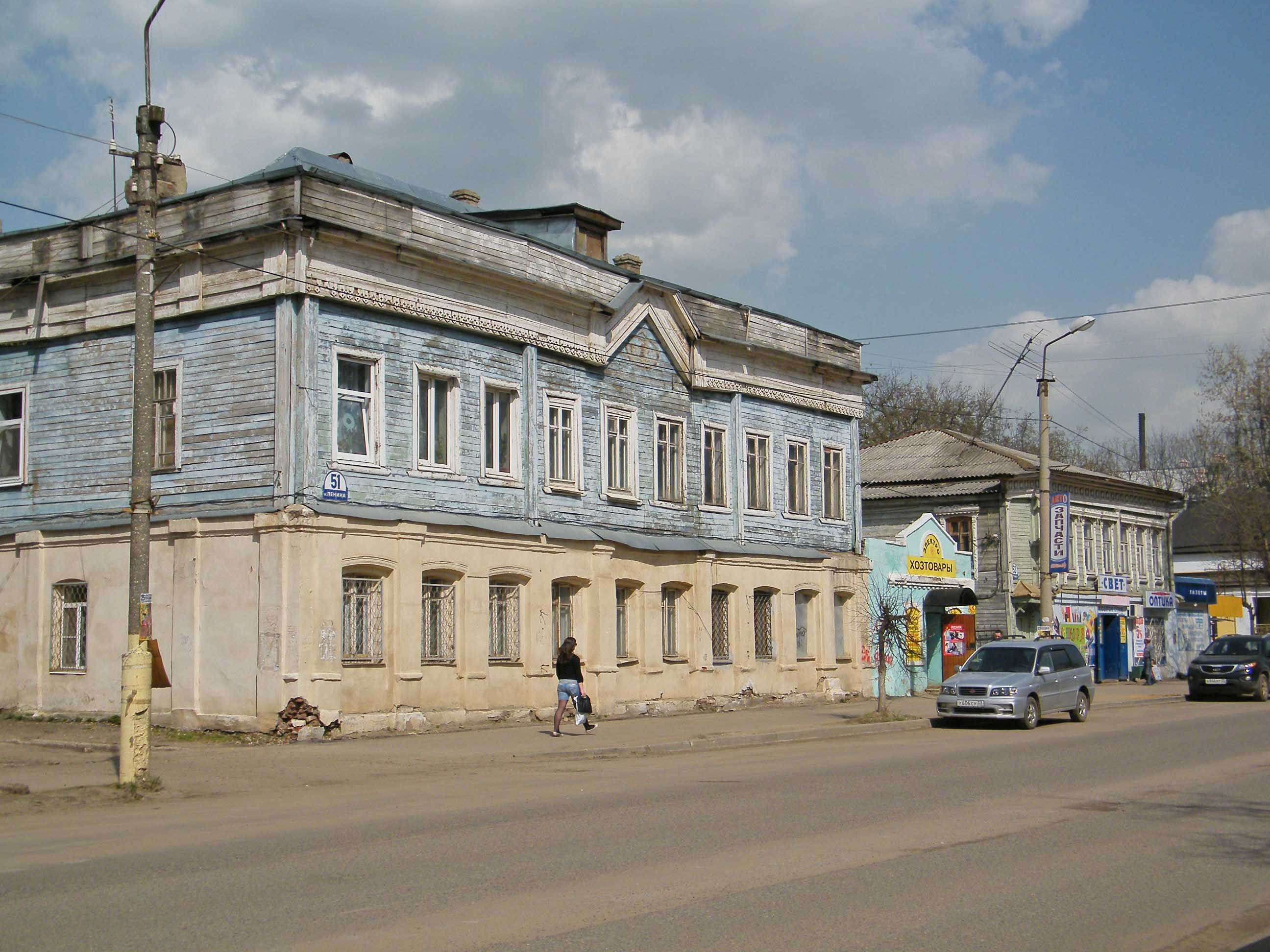
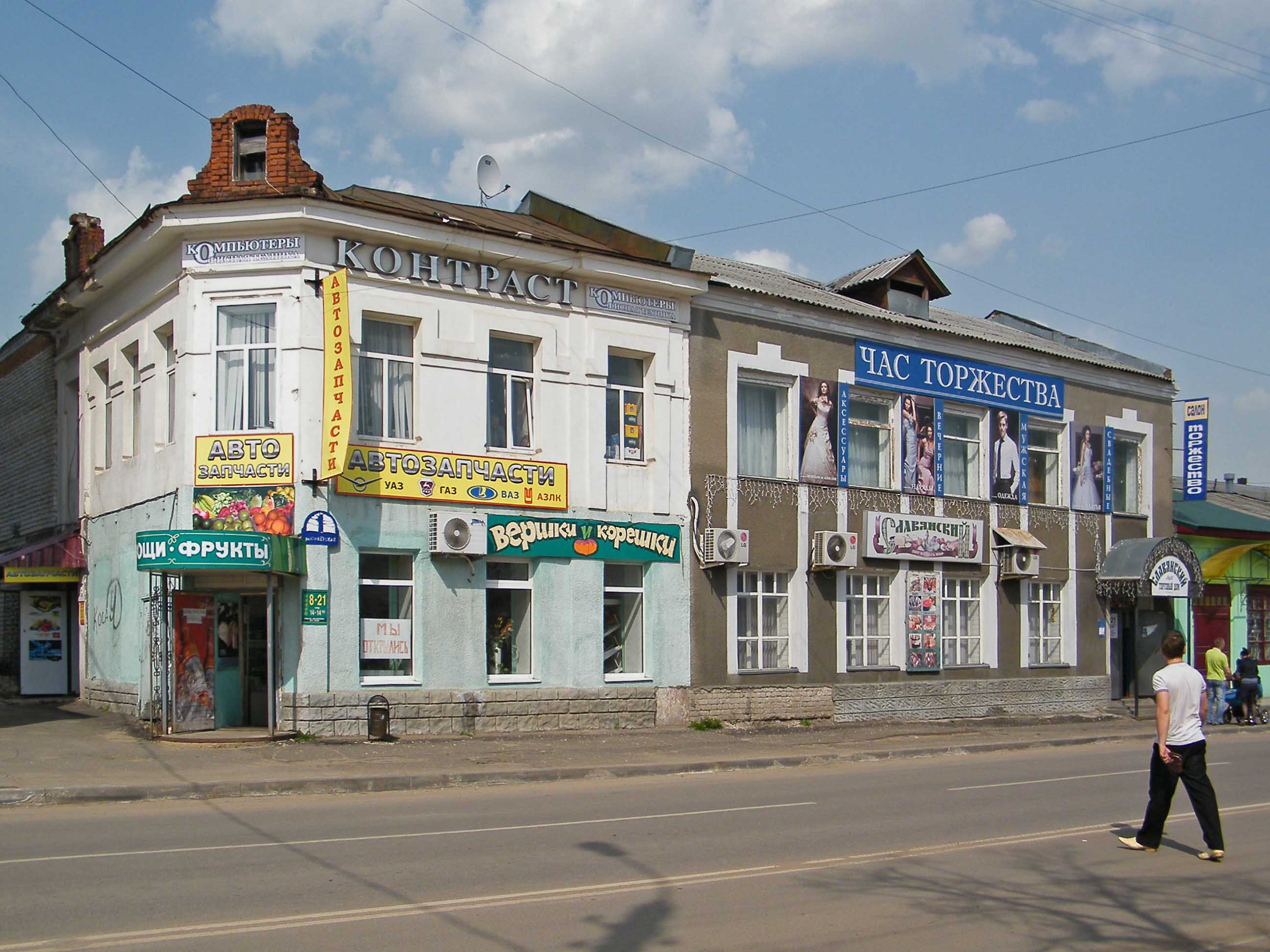
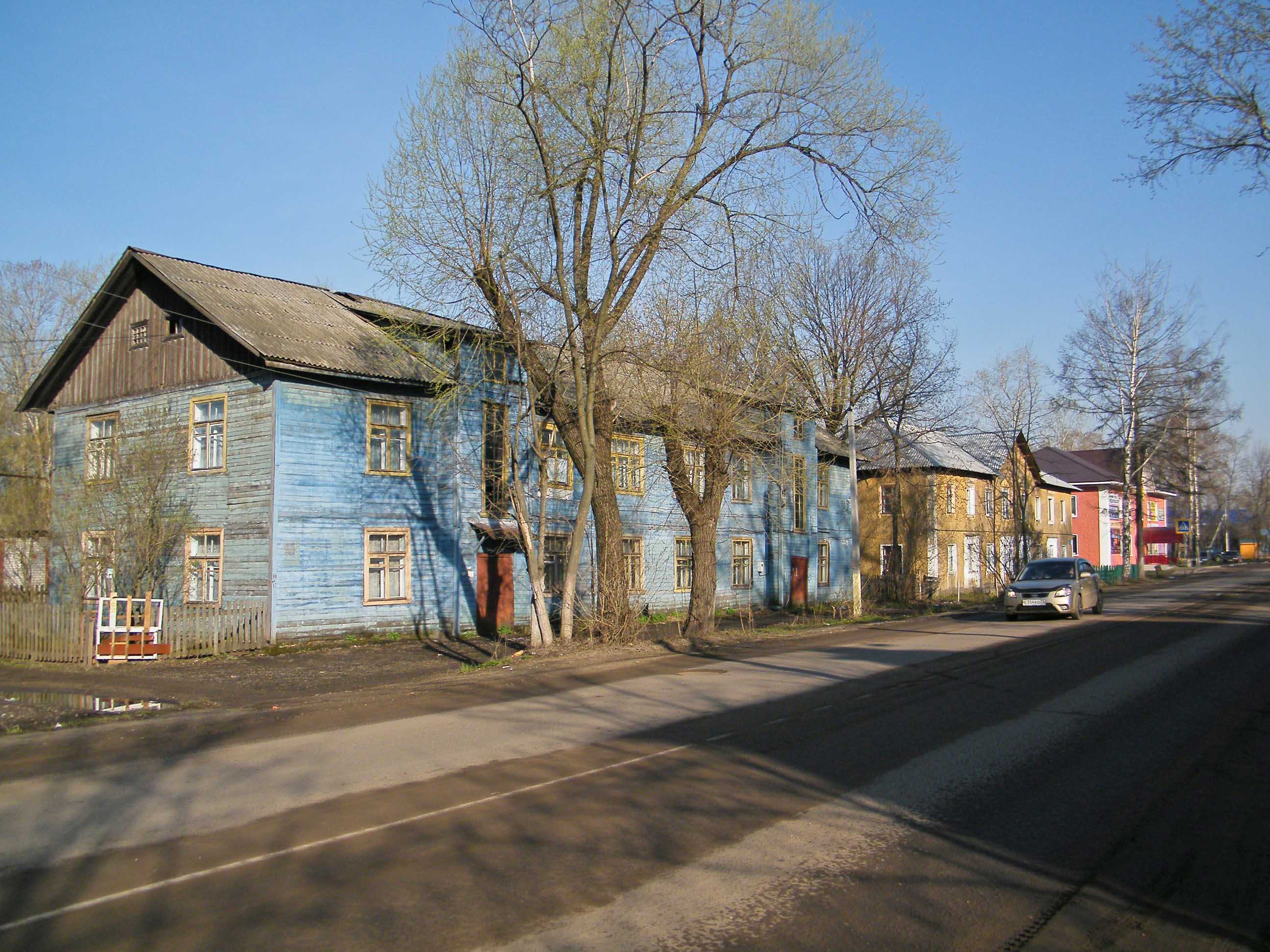

### Новейшая история
В январе 1929 года город стал административным центром Александровского района и Александровского округа Ивановской Промышленной области. Округ упразднён 23 июля 1930 года.
В 1930 году в Александрове вступила в строй первая электростанция, что позволило разместить в городе наукоёмкие производства.
11 марта 1936 года при разделении Ивановской Промышленной области Александров и Александровский район отошли к Ивановской области. С 14 августа 1944 года в составе Владимирской области.
В 1932 году из Москвы в Александров переехал радиозавод № 3, что положило начало развитию в городе радиотехнической промышленности. В конце 1941 года завод был эвакуирован в Казахстан. 20 ноября в Петропавловск прибыл первый эшелон с оборудованием и людьми, где позже на базе эвакуированного завода № 3 был образован Государственный союзный завод № 641. В первые годы был налажен выпуск радиоприёмников СВД-1, СВД-9, СВГ-К и проч. Во время Великой Отечественной войны Александровский радиозавод выпускал радиостанции для нужд Красной армии. После войны он производил массовые приёмники АРЗ, «Рекорд» и другие, в 1949 году налажен выпуск телевизоров «КВН-49», а с начала 1950-х — «Рекорд». Одним из крупнейших предприятий города также был завод полупроводников имени 50-летия СССР (позднее ПО «Элекс»).
В XX веке Александров получил известность как «столица 101-го километра», где вынуждены были жить общественные деятели, ставшие жертвами сталинских репрессий. Среди них, венгерский писатель Йожеф Лендел, художник Виктор Тоот, переводчик Борис Лейтин, архитектор и археолог Пётр Барановский, физикохимик Лев Полак.
23 июля 1961 года в городе прошли массовые беспорядки: 1200 человек вышли на улицы города и двинулись к горотделу милиции на выручку двум задержанным милиционерами в нетрезвом виде солдатам. Милиция применила оружие, в результате четыре человека были убиты, 11 ранены, на скамье подсудимых оказалось 20 человек.
В 1970 году Александров включён в список 115 исторических городов, имеющих ценные градостроительные ансамбли и комплексы, памятники истории и культуры, природные ландшафты и древний культурный слой, охраняемые государством.
В 2008 году из города областного подчинения преобразован в город районного подчинения.

До 2010 года Александров имел статус исторического поселения, однако приказом Министерства культуры РФ от 29 июля 2010 года № 418/339 был этого статуса лишён. В 2013 году Александровской слободе исполнилось 500 лет со дня основания.

Новый Александров
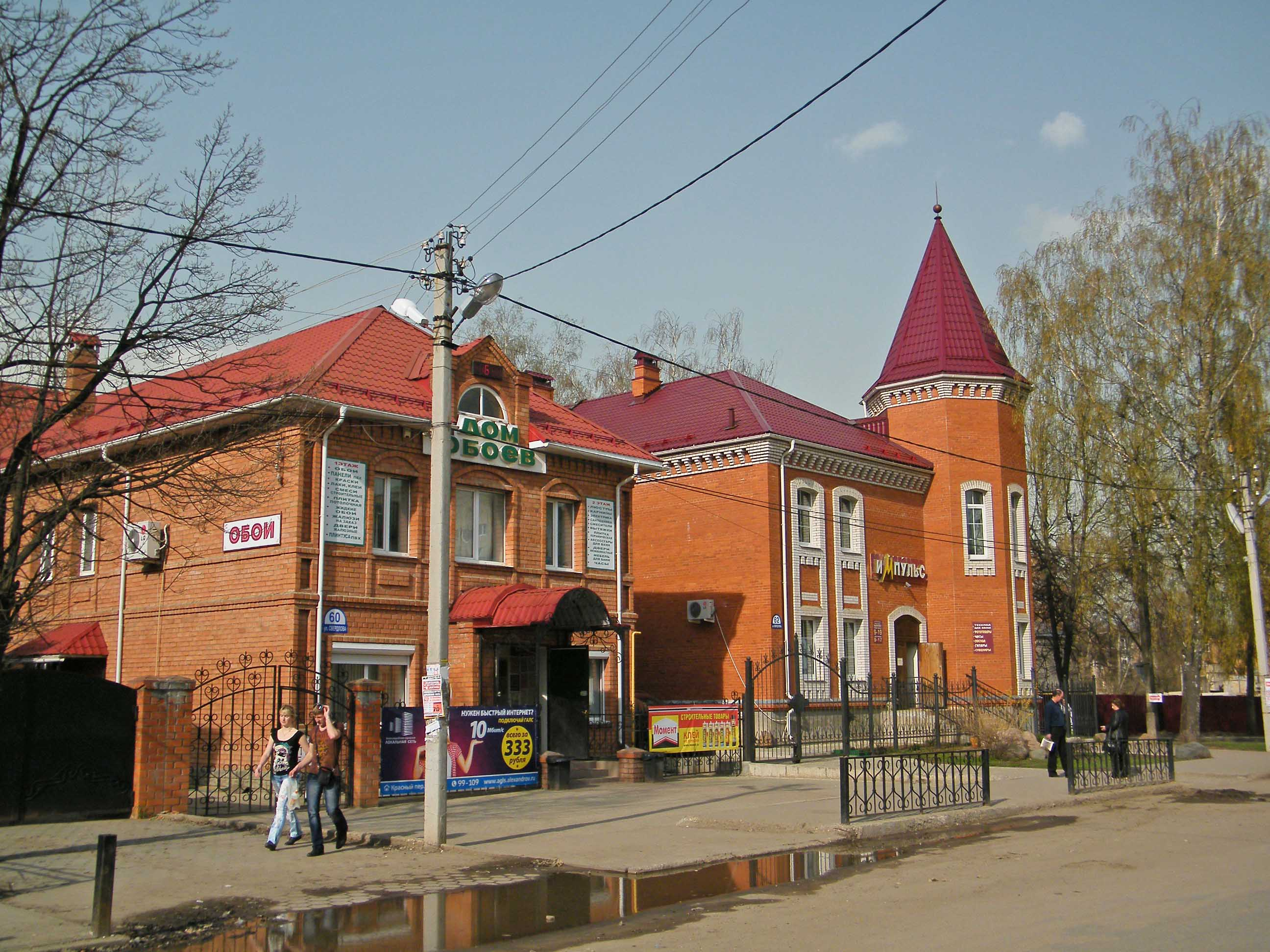
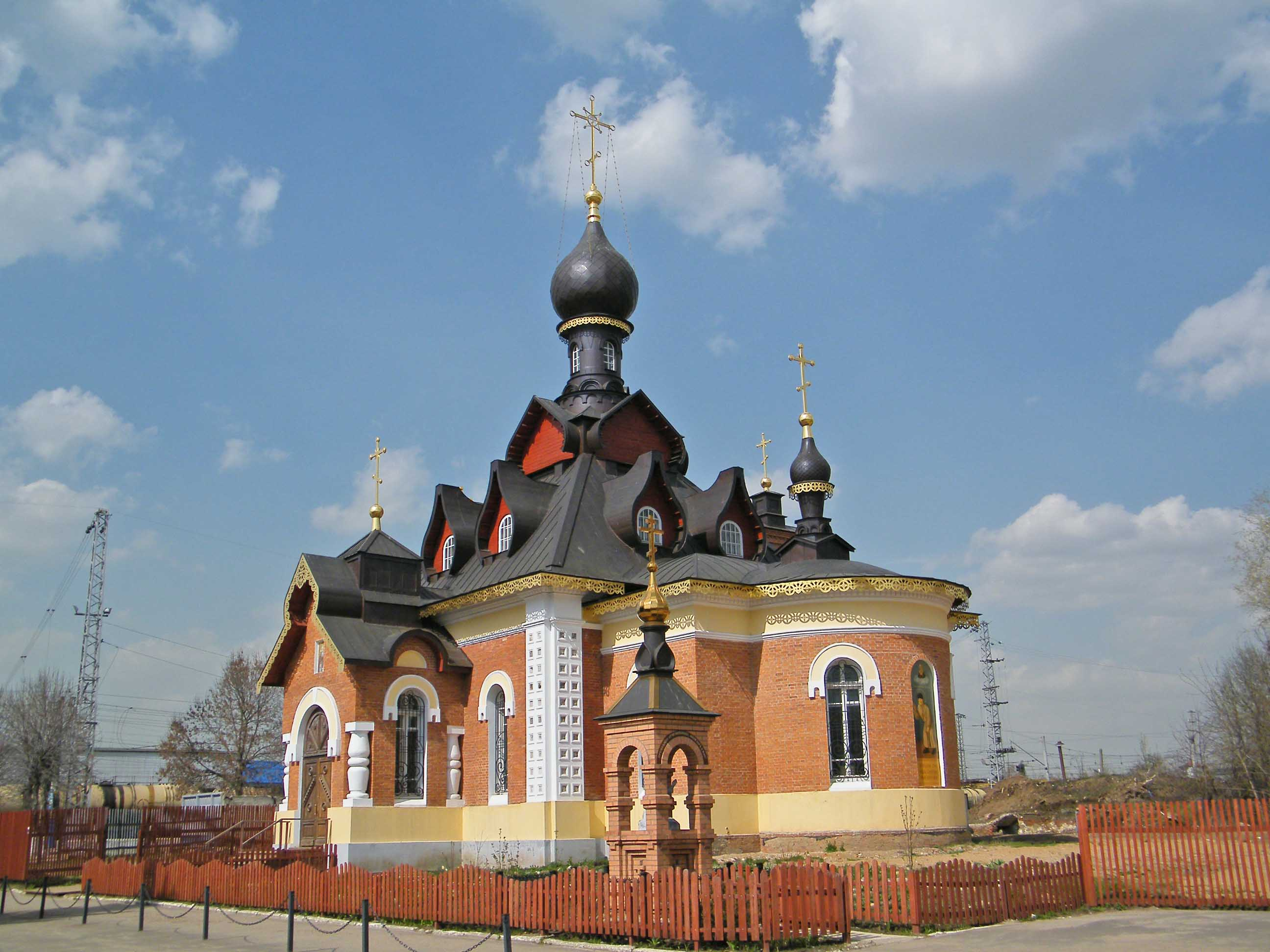
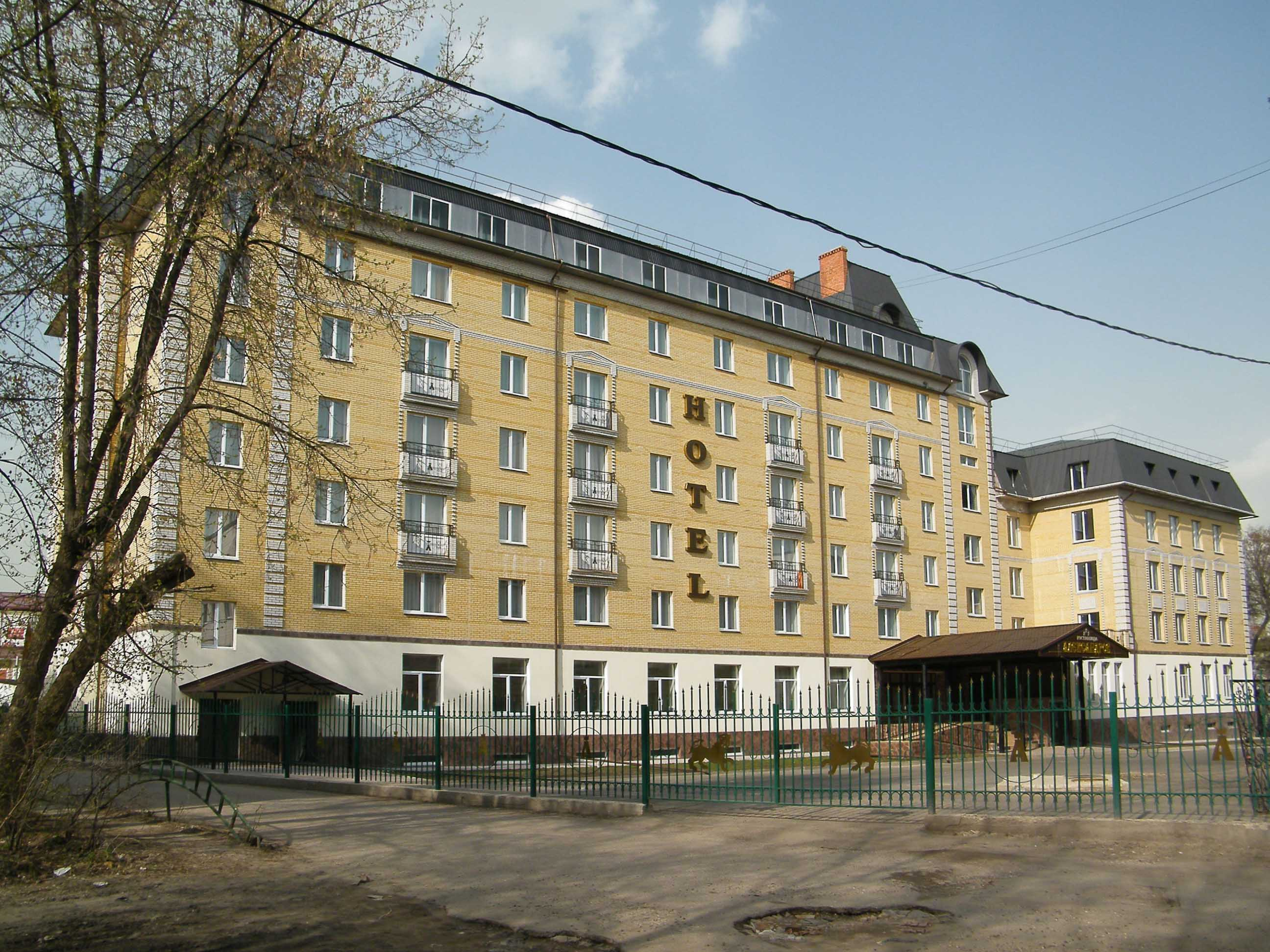

## Герб

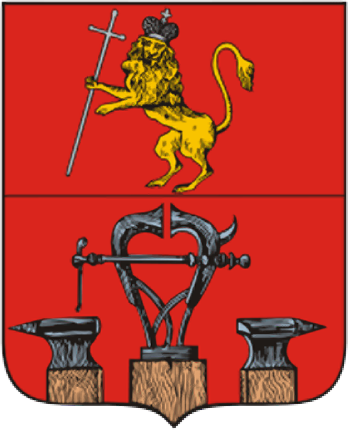
Герб Александрова

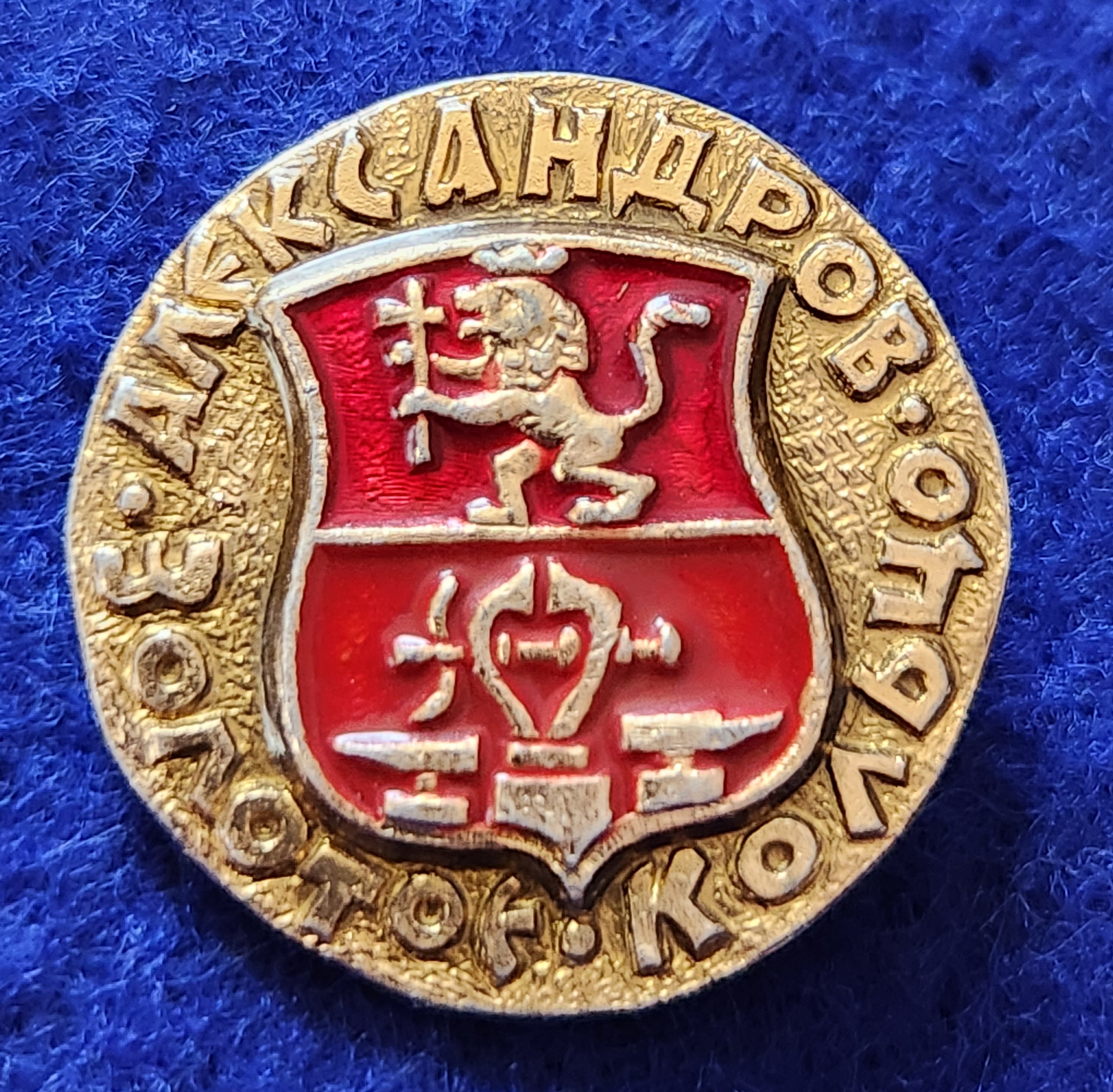
Александр значок герб серии Золотое Кольцо России

Герб Александрова утверждён вместе с остальными гербами Владимирского наместничества 16 августа (по старому стилю) 1781 года. Геральдическое описание герба гласит:

В верхней части герб Владимирский. В нижней части в красном поле слесарные тиски и две по сторонам наковальни в знак того, что в сем городе производят весьма изрядные слесарные работы.

18 июня 2013 года в соответствии с решением комиссии Федерального агентства связи (Россвязь) по государственным знакам почтовой оплаты в обращение вышла почтовая марка «Герб г. Александрова».

## Климат
| Показатель                            | Янв.  | Фев.  | Март | Апр. | Май  | Июнь | Июль | Авг. | Сен. | Окт. | Нояб. | Дек. | Год |
| ------------------------------------- | ----- | ----- | ---- | ---- | ---- | ---- | ---- | ---- | ---- | ---- | ----- | ---- | --- |
| Средний суточный максимум, °C         | −6,4  | −5,4  | 0,5  | 9,8  | 17,6 | 21,3 | 23,2 | 21,2 | 15   | 7,5  | −0,2  | −4,5 | 8,3 |
| Средняя температура, °C               | −9,4  | −9,1  | −3,5 | 4,9  | 11,9 | 16   | 18   | 16,1 | 10,4 | 4,2  | −2,5  | −7   | 4,2 |
| Средний суточный минимум, °C          | −12,7 | −12,9 | −7,3 | 0,5  | 6,4  | 10,7 | 12,9 | 11,2 | 6,3  | 1,3  | −4,8  | −9,8 | 0,2 |
| Норма осадков, мм                     | 39    | 29    | 28   | 36   | 53   | 71   | 80   | 68   | 60   | 62   | 47    | 44   | 617 |
| Источник: Climate-data.org, Метеоинфо |       |       |      |      |      |      |      |      |      |      |       |      |     |

## Население
| 1784    | 1856    | 1859    | 1870    | 1885    | 1897    | 1913    | 1920    | 1923    | 1926    | 1931    | 1939    |
| ------- | ------- | ------- | ------- | ------- | ------- | ------- | ------- | ------- | ------- | ------- | ------- |
| 1859    | ↗3400   | ↗5262   | ↗6779   | ↘6724   | ↗6810   | ↗8300   | ↗11 287 | ↘10 499 | ↗12 473 | ↗15 200 | ↗27 726 |
| 1959    | 1967    | 1970    | 1973    | 1976    | 1979    | 1982    | 1986    | 1987    | 1989    | 1992    | 1996    |
| ↗36 738 | ↗46 000 | ↗49 911 | ↗54 000 | ↗58 000 | ↗60 391 | ↗63 000 | ↗66 000 | →66 000 | ↗68 220 | ↗68 300 | ↗68 600 |
| 1998    | 2000    | 2001    | 2002    | 2003    | 2005    | 2007    | 2008    | 2009    | 2010    | 2011    | 2012    |
| ↘68 400 | ↘67 600 | ↘67 200 | ↘64 824 | ↘64 800 | ↘64 000 | ↘63 400 | ↘63 000 | ↘62 713 | ↘61 551 | ↘61 472 | ↘61 278 |
| 2013    | 2014    | 2015    | 2016    | 2017    | 2018    | 2019    | 2020    | 2021    |         |         |         |
| ↘60 933 | ↘60 580 | ↘60 205 | ↘59 787 | ↘59 328 | ↘59 036 | ↘58 741 | ↘57 899 | ↘57 053 |         |         |         |

На 1 января 2025 года по численности населения город находился на 297-м месте из 1124 городов Российской Федерации.

## Экономика

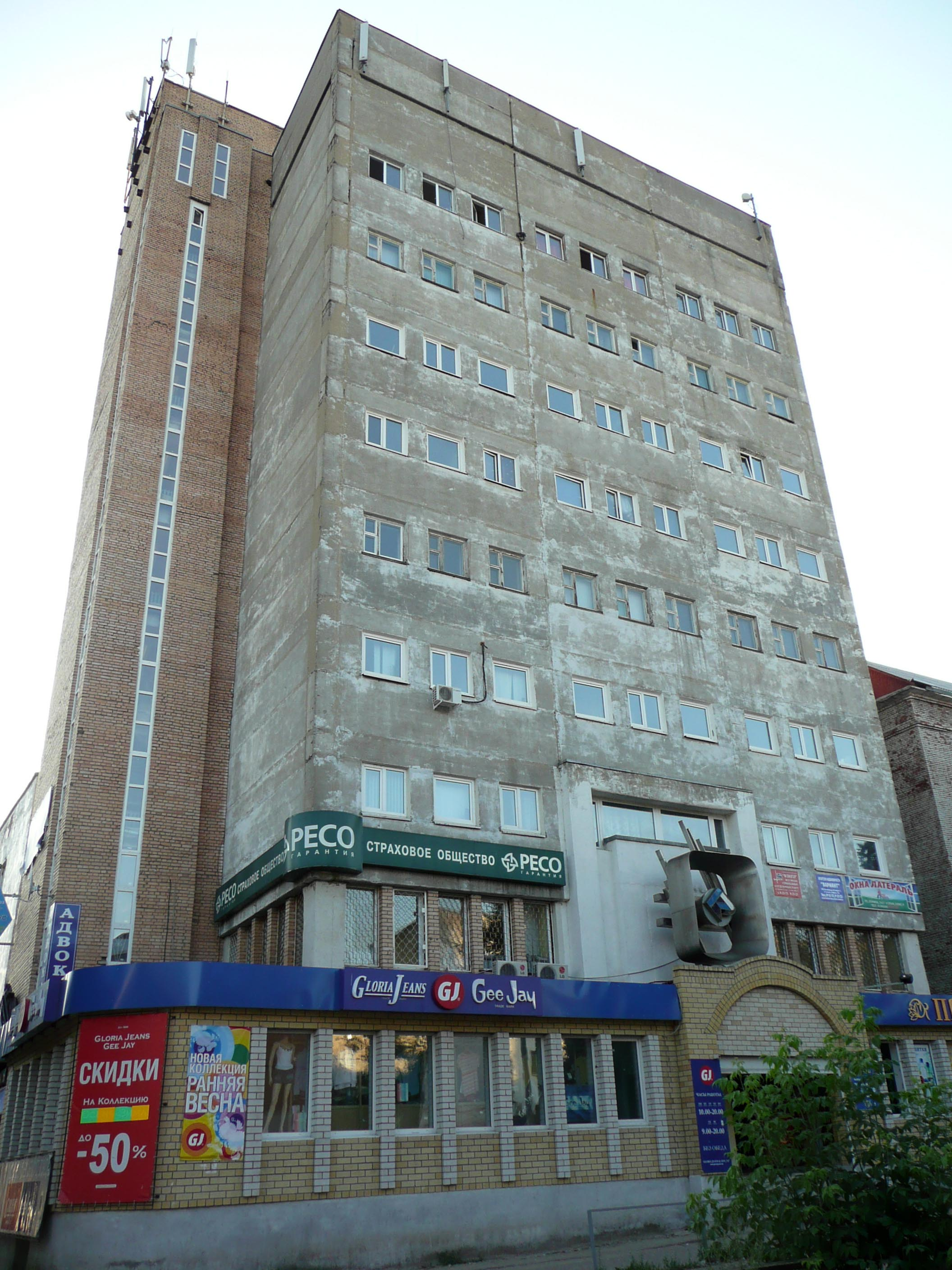
1-я площадка бывшего радиозавода

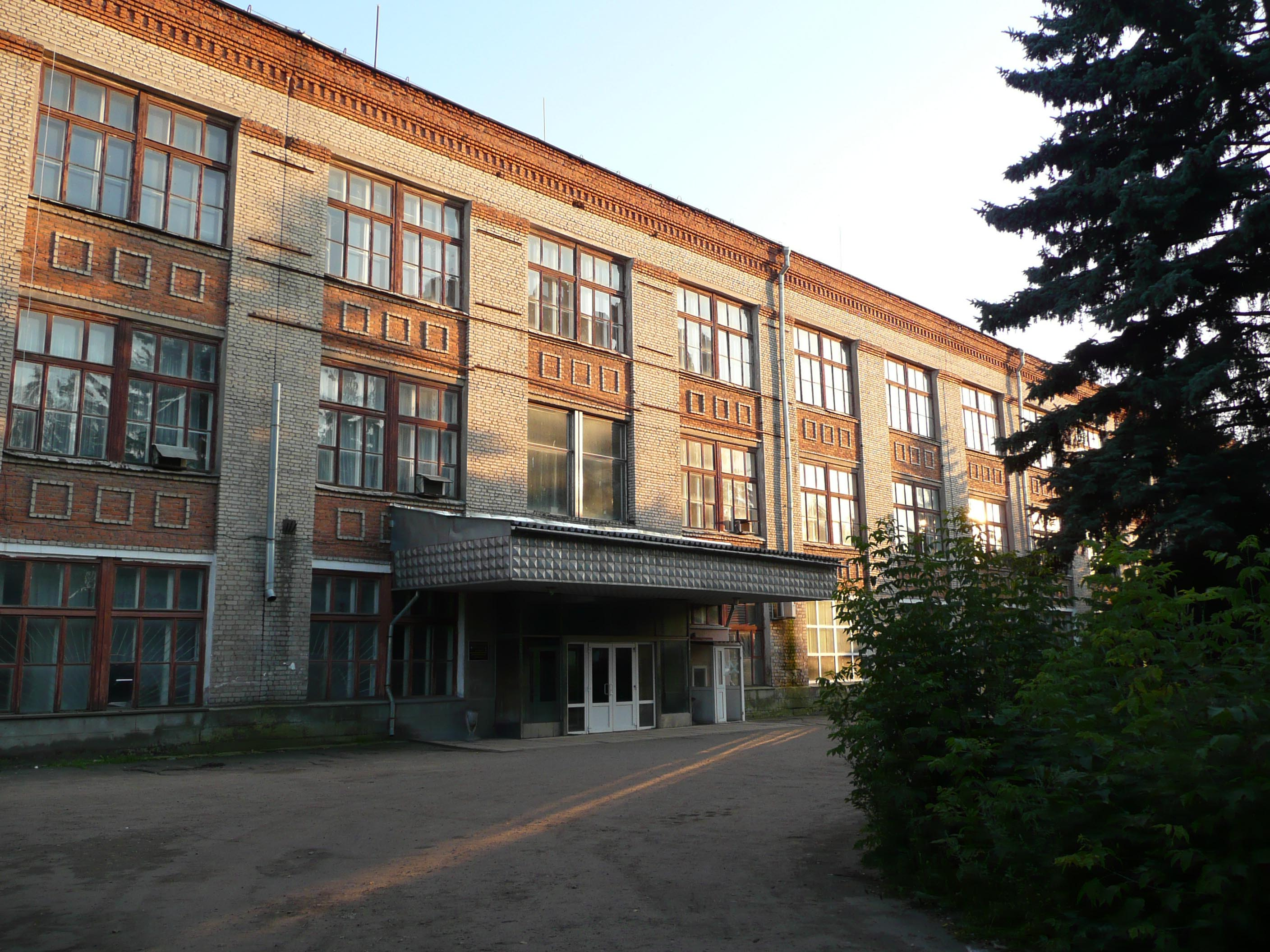
Проходная ВНИИСИМСа

В 2008 году бюджет Александрова составлял 173 млн руб.

### Предприятия города
- АО «Телекс» (утилизация электронного оборудования и оргтехники);
- завод «Арсенал» (производство бытовой электроники, сборка компьютеров, на 50 % принадлежащий компании RoverComputers);
- ООО "НПК «Далекс» (бывшее ПО «Элекс») (транзисторы и интегральные микросхемы, энергосберегающие лампы «Далекс», сварочные аппараты, холодильное оборудование);
- ООО "Ликёро-водочный завод «Александровский» (водка, ликёро-водочные изделия, напитки винные, завод закрыт в 2013 году);
- ООО АЭТЗ «Рекорд» (промплощадка бывшего Александровского радиозавода)(производство светильников марки «Технолюкс»);
- завод турецкой компании Vestel (производство телевизоров и бытовой техники соответствующей марки; закрыт в 2016 году[44]);
- предприятие по производству искусственной кожи ПАО «Александровискож»:
- Всероссийский научно-исследовательский институт синтеза минерального сырья (ВНИИСИМС) (производство опытно-промышленных партий монокристаллов кварца и алмазов, обанкротился в 2007 году);
- предприятие «Рекорд-Док-Маркет» (производство медицинской и лабораторной мебели);
- Моторвагонное депо Александров Московской железной дороги (обслуживание и ремонт электропоездов ЭР2Р, ЭР2Т, ЭД2Т и ЭД4М, обслуживающих Ярославское направление Московской ЖД (от Москвы до Балакирева), БМО (от Куровской до Поварово-3);
- АО «Александровский завод бурового оборудования» (производство бурового инструмента);
- Александровский экспериментальный завод — филиал ФГБНУ «Федеральный научный агроинженерный центр ВИМ» (изготовление и продажа оборудования из нержавеющей стали);
- производственное объединение «Алекс Свет» (производство энергосберегающих компактных люминесцентных ламп (КЛЛ) (ликвидировано в 2016 г.);
- ПАО «Александровская опытно-методическая экспедиция» — ведущая геологическая экспедиция России (ликвидирована в 2018 г.);
- ООО «Видеомакс» (разработка, проектирование, производство и тестирование автомобильных видеорегистраторов российского бренда AdvoCam[45]);
- предприятие «Академия керамических искусств» (изготовление и оптовая продажа сувениров);
- ООО "НПО «Экопортрет-М» (разработка маскировочных покрытий);
- предприятие «Анвелл-Текс» (швейное производство).

## Транспорт
В городе имеется две железнодорожных станции: узловая Александров-1, расположенная на линии Москва — Архангельск в 112 км от Москвы, и Александров II на линии Александров I — Куровская Большого кольца Московской железной дороги. Александров-1 — конечный пункт ряда электричек московской пригородной зоны.
Региональными автомобильными дорогами город связан с федеральной автодорогой М8 «Холмогоры» Москва — Архангельск, а также с городами Кольчугиным и Карабановым.
В городе действует 10 автобусных маршрутов (№ 1-10).

## Здравоохранение
Учреждения здравоохранения в Александрове представлены как государственными, так и частными клиниками и медицинскими центрами.

## Экология

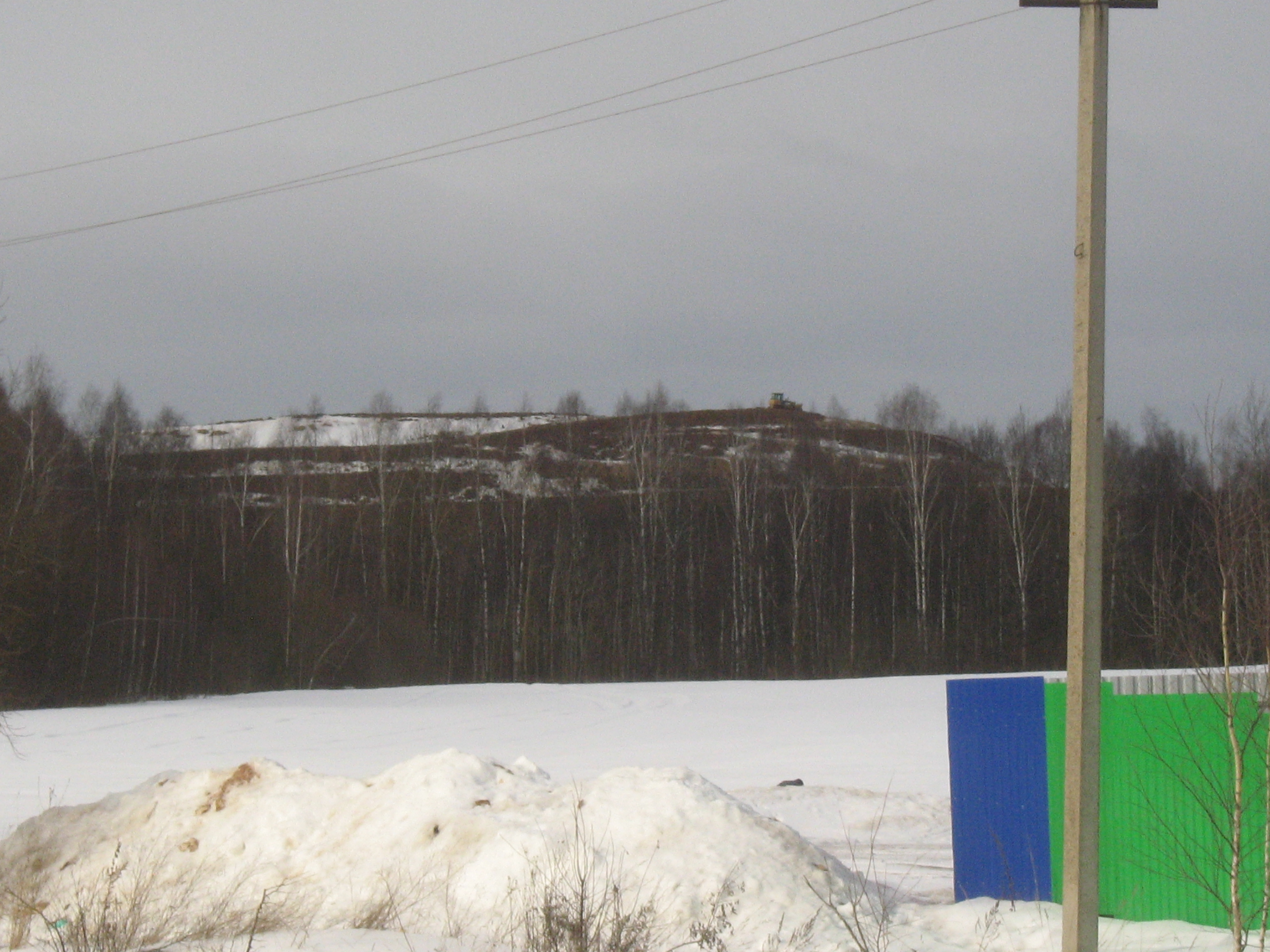
Свалка московского (преимущественно) мусора в километре от города

Беспокойство жителей вызывает полигон твёрдых коммунальных отходов, находящийся в непосредственной близости от города (1 км) и деревни Машково. На полигон завозили много мусора из Москвы, значительно больше, чем из города, что стало дополнительной причиной для конфликтов: летом, при соответствующем направлении ветра, запах может ощущаться даже в центре города.

### Закрытие свалки
19 января 2021 года полигон твёрдых коммунальных отходов был закрыт для приема мусора. Совместными усилиями волонтёрской группы «Народный патруль» и активных жителей, которые организовали круглосуточное дежурство возле свалки и не пускали на неё мусоровозы, а также ежедневно отправляли обращения к депутатам и экологические организациям, этот вопрос был взят на контроль. После чего свалка была закрыта и в ближайшее время проводится рекультивация.

## Образование
В Александрове 8 средних общеобразовательных школ, Александровский промышленно-правовой колледж, медицинский колледж. Существовали несколько филиалов московских высших учебных заведений:
- филиал Московского государственного открытого университета,
- филиал Российского нового университета.

## Средства массовой информации

### Газеты
В городе издаются: общественно-политическая районная газета «Голос труда» (основана 10 июня 1917 года, ныне «Александровский Голос труда»), газета «Деловой Александров» (прекратила свою работу в 2014 году), газета бесплатных объявлений «Всё для вас — Слобода», газета рекламных объявлений «ВДВ Александров» с информационным приложением «Уездный город А» (прекратила свою работу 7 сентября 2022 года), районная еженедельная общественно-политическая газета «Новый город Александров» (основана в 2014 году).

### Радиовещание
- РТС — Радио Александрова;
- 67,67 УКВ — (Молчит) Радио России / ГТРК «Владимир»;
- 88,5 МГц — Маруся FM;
- 88,9 МГц — Радио России / ГТРК «Владимир»;
- 89,3 МГц — Радио Дача;
- 91,0 МГц — Радио Родных Дорог;
- 91,8 МГц — Авторадио;
- 94,6 МГц — Европа Плюс;
- 95,8 МГц — Юмор FM;
- 98,2 МГц — Радио Июль;
- 98,6 МГц — Русское радио;
- 99,8 МГц — Ретро FM;
- 100,3 МГц — Радио 7 на семи холмах;
- 102,8 МГц — Like FM;
- 105,0 МГц — Дорожное радио;
- 107,6 МГц — Радио Ваня;

### Телевидение
- Алекстелеинформ (АТИ) — единственный городской телеканал, выпускавший новости 1 раз в неделю по вторникам. По четвергам с октября по май выходили прямые эфиры[49], гостями которого становились известные в городе люди. В мае 2015 года телеканал запустил новый телепроект «Живая память»[50]. 1 апреля 2019 года телеканал прекратил своё вещание.
- 22 ТВК — Второй мультиплекс цифрового телевидения России;
- 35 ТВК — Первый мультиплекс цифрового телевидения России.

Также возможен приём ТВ из Москвы и Киржача, который сильно зависит от антенны и рельефа.

## Спорт
В городе имеется 2 стадиона: «Рекорд» и «Орбита».
Спортивные организации:
- СДЮСШОР по борьбе самбо и дзюдо.
- СДЮСШОР имени О. Даниловой (лёгкая атлетика, лыжные гонки).
- Футбольный клуб «Александров» (играет в чемпионате Владимирской области). На профессиональном уровне в 1993—1994 годах выступала команда «Рекорд».
- АЦДЮТиЭ — одна из сильнейших команд Владимирской области по спортивному туризму.

В декабре 2012 года началось строительство спортивного комплекса, сдача в эксплуатацию была намечена на конец 2015 года. Открытие спорткомплекса, получившего название «Олимп», состоялось 26 февраля 2016 года.

## Совет депутатов и администрация[53]
Органы местного самоуправления в городе Александров имеют особенность: у города есть свой Совет депутатов, но администрации, то есть исполнительной власти, нет. Полномочия городской администрации выполняет районная. Городские депутаты не могут воздействовать на главу администрации района, не могут его назначать или освобождать от должности.

#### Совет депутатов
Совет — выборный коллегиальный орган, представляющий интересы населения и принимающий от его имени решения, которые действуют на территории города. В его состав входят 20 депутатов, избираемых населением муниципального образования на муниципальных выборах по одномандатным избирательным округам на основе всеобщего равного и прямого избирательного права при тайном голосовании.
Срок полномочий совета: пять лет. В настоящее время функционирует совет депутатов 4 созыва в следующем составе:
- округ № 1 — Гусаров Александр Николаевич;
- округ № 2 — Романов Михаил Николаевич (глава города)[55];
- округ № 3 — Абрамов Сергей Павлович;
- округ № 4 — депутат сложил полномочия;
- округ № 5 — депутат сложил полномочия;
- округ № 6 — полномочия прекращены в связи со смертью депутата;
- округ № 7 — Дегтярёв Артём Вячеславович;
- округ № 8 — Полубехин Сергей Анатольевич;
- округ № 9 — Грошков Михаил Александрович;
- округ № 10 — Иванов Сергей Михайлович;
- округ № 11 — Верхов Дмитрий Николаевич;
- округ № 12 — Воронок Александр Григорьевич;
- округ № 13 — полномочия прекращены в связи с утратой доверия;
- округ № 14 — Клюквина Татьяна Валентиновна;
- округ № 15 — Ляпушкина Инна Евгеньевна;
- округ № 16 — Сергеев Александр Николаевич;
- округ № 17 — Емельянова Светлана Николаевна;
- округ № 18 — Агафонов Алексей Павлович;
- округ № 19 — Панфилова Анастасия Сергеевна;
- округ № 20 — Егоров Сергей Иванович.

## Планировка города и достопримечательности

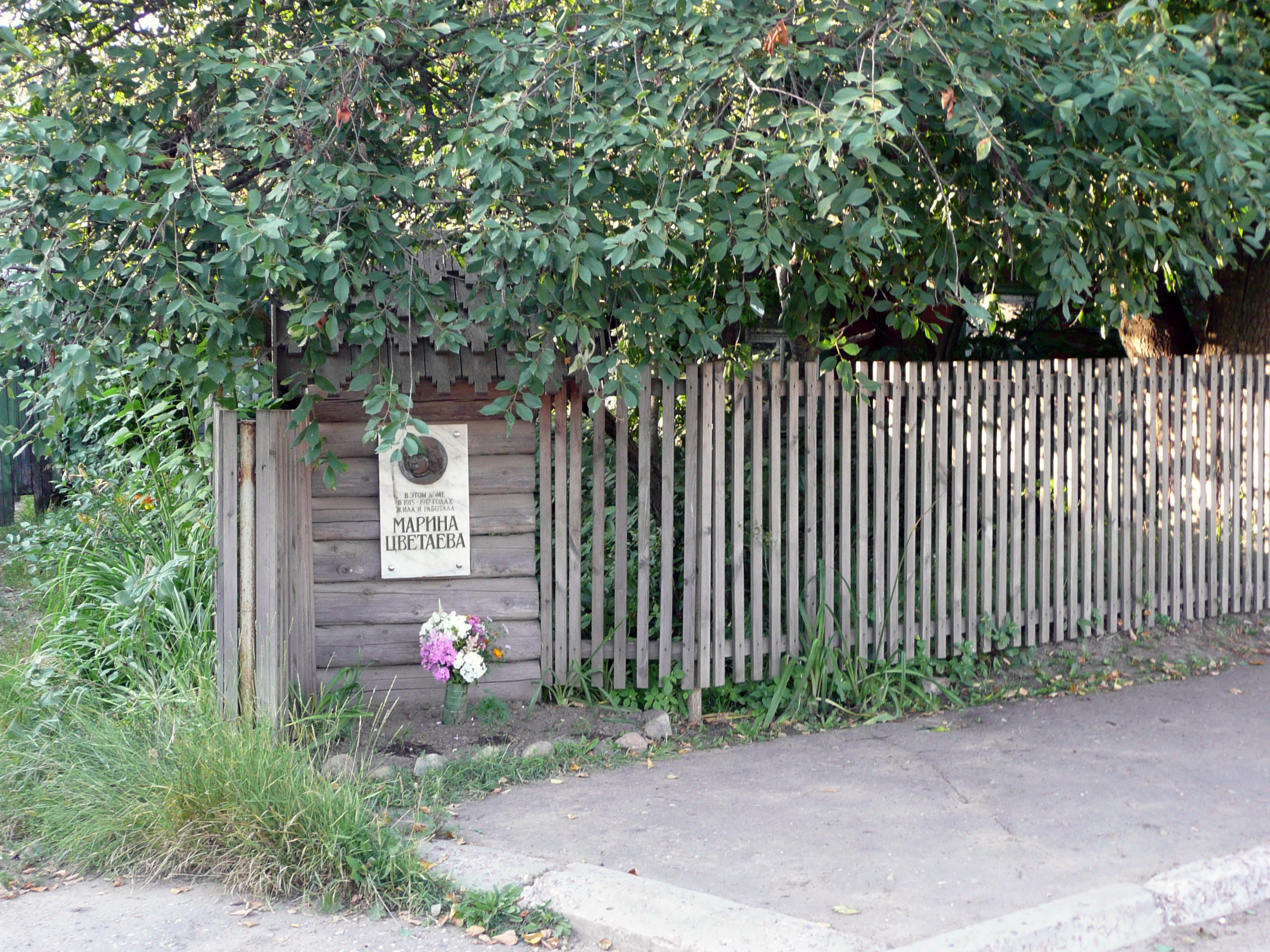
Мемориальная доска возле музея Цветаевых

Центром города является Советская площадь, в народе именуемая просто «площадью», на которой во времена опричнины располагались Посольский двор Ивана Грозного, древний базар, приказная изба, позднее церковно-приходское училище и городская управа, а ныне здание районного суда, киноцентр «Сатурн», памятник Ленину. На идущей к западу от площади улице Ленина и прилегающих к ней улицах расположены основные административные и культурно-бытовые учреждения города.
Целый квартал занимают корпуса предприятий, составлявших в прошлом радиозавод. Сейчас там находятся торговые центры, офисы.
Улица Ленина завершается на Комсомольской площади, где расположены железнодорожный вокзал и автостанция. К югу от неё находится самый молодой район города Черёмушки, вдоль железнодорожной линии на Куровскую расположен Комсомольский посёлок.
Советская улица, идущая к востоку от площади, круто спускается к реке Серой. На её левом берегу (вернее, на берегу водохранилища, созданного в 1968 году) расположился дворцово-храмовый комплекс Александровской слободы, входящий в состав одноимённого музея-заповедника. На его территории сохранились такие видные памятники русского зодчества, как Троицкий собор (1513) с двумя уникальными медными дверями, которые были вывезены Иваном Грозным из Твери и Великого Новгорода, шатровая Покровская церковь (первый каменный шатровый древнерусский храм, начало XVI века), Распятская церковь-колокольня (1560-е годы) и Марфины палаты (XVII век), Успенская церковь (XVI—XVII века). Комплекс окружён мощными крепостными стенами с четырьмя угловыми башнями и надвратной церковью Феодора Стратилата (1680-е годы). К северу от монастыря расположена Преображенская церковь (1742).

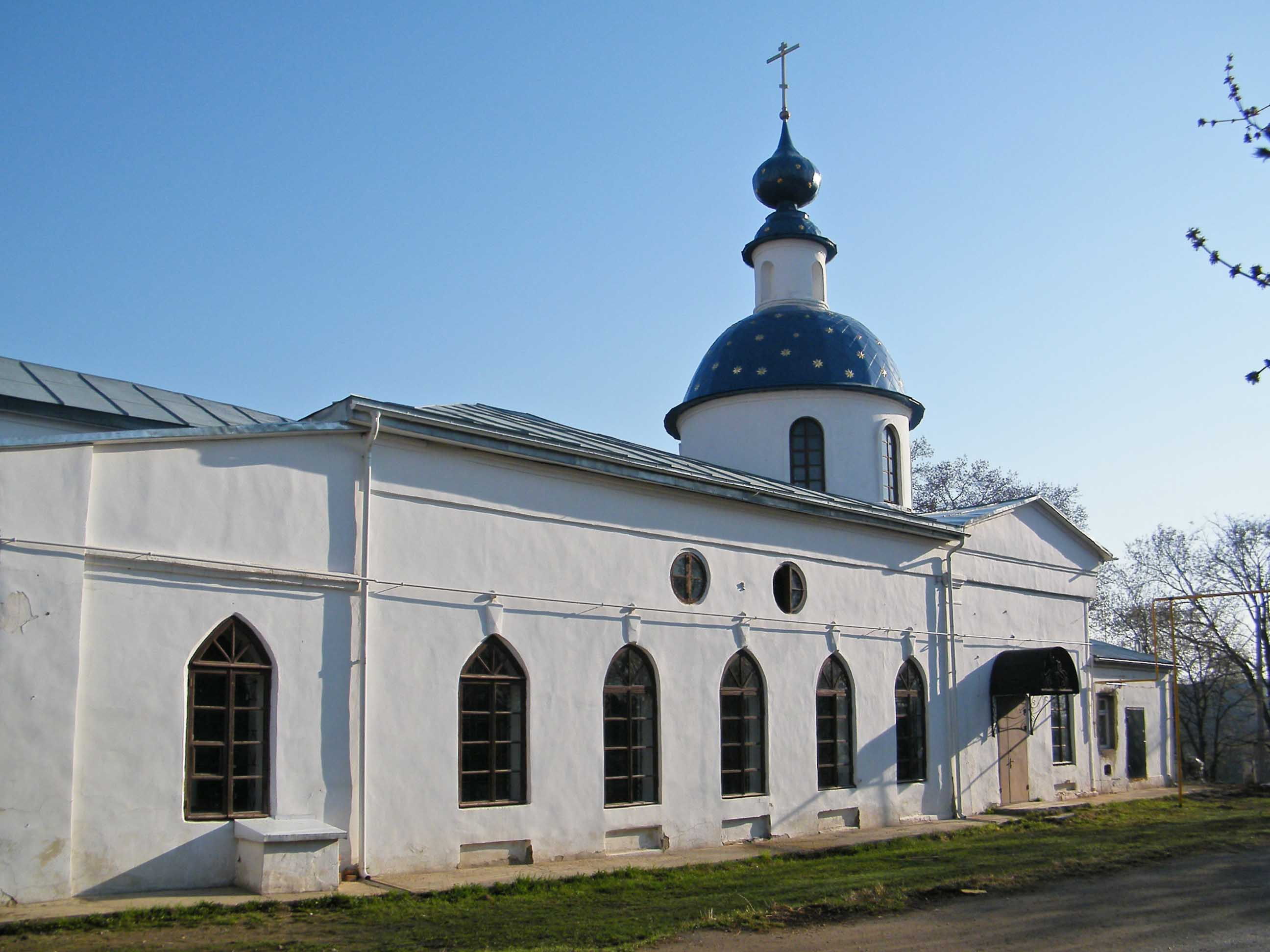
Церковь Боголюбской иконы Божией Матери

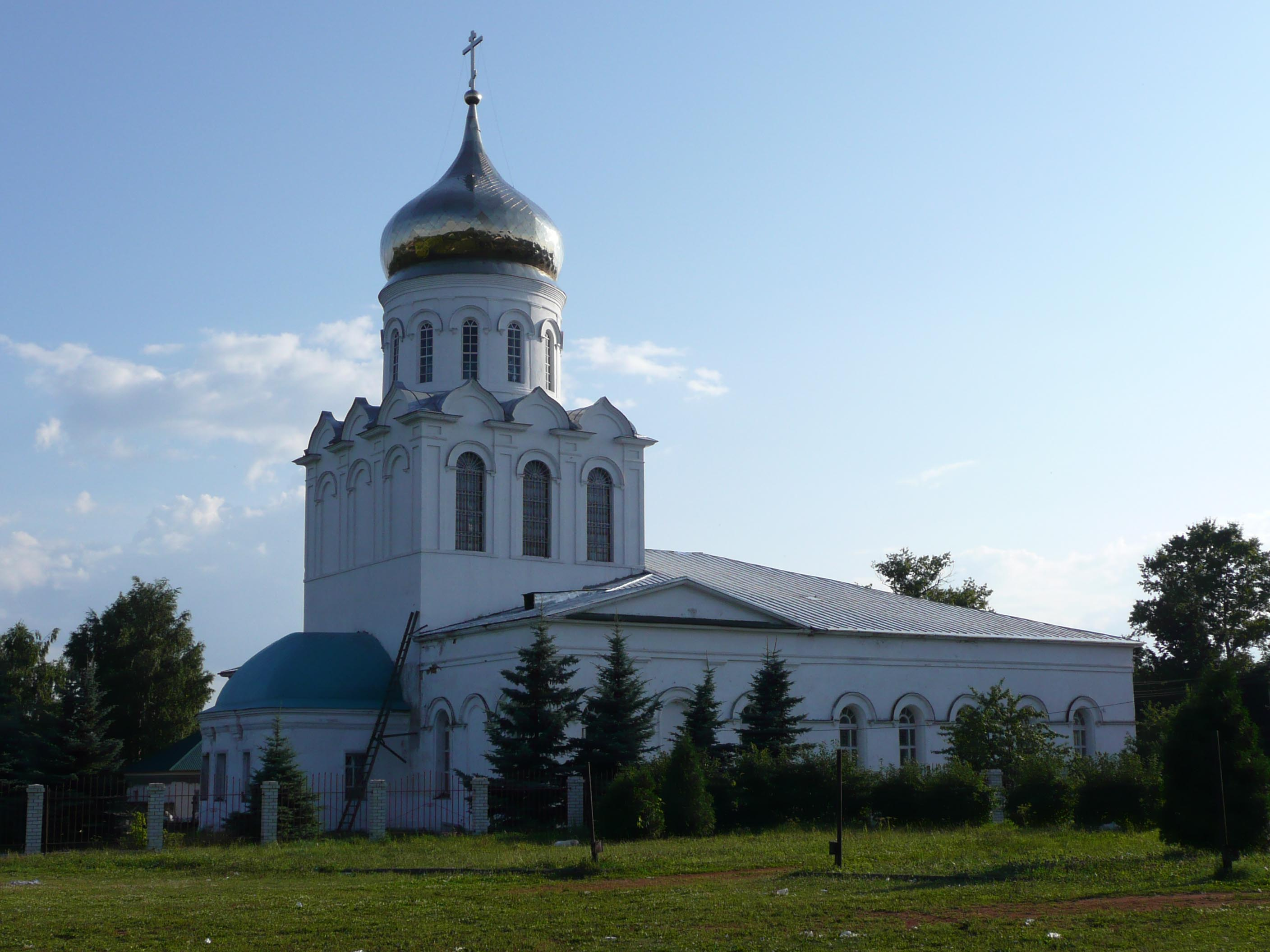
Собор Рождества Христова

В центральной части города сохранились и другие архитектурные памятники. Здесь расположены Христорождественский собор (1696), церковь Боголюбской иконы Божией Матери (1800).
Возле вокзала находится церковь Серафима Саровского, построенная в 1904 году. В 30-е годы XX века она была частично разрушена, к 2003 году восстановлена.
В домах конца XIX — начала XX веков работают литературно-художественный музей Марины и Анастасии Цветаевых, художественный музей, который располагается в бывшем особняке купца А. М. Первушина. Это здание городской усадьбы, которое является памятником архитектуры в стиле неоклассицизма. Первушин был крупнейшим мануфактурщиком и почётным жителем города
В 1964 году создан музей рукотворного камня ВНИИСИМСа. К югу от Советской улицы, вдоль Серой, бывшая Стрелецкая слобода со старыми корпусами фабрики купца Зубова (ныне «Александровискож») и купца Баранова (ныне фабрика имени рабочего Ф. И. Калинина).
Крупнейшей магистралью, идущей с севера на юг, является Красный переулок, к северу от которого отходят Двориковское (дорога в Москву) и Бакшеевское шоссе. Микрорайоны Замчаловка и Ликоуша расположены возле Дичковского озера, являющегося памятником природы.
От Советской улицы отходит на юго-восток Кольчугинское шоссе, связывающее Александров с Владимиром. Восточные части города: Садовня, Красная роща и Куба застроены частными деревянными домами, на бывших пустырях появились коттеджные посёлки.
Всего на территории города 113 памятников, из них:
- два памятника археологии;
- 103 памятника архитектуры и градостроительства;
- пять памятников истории;
- три памятника искусства[57].

Храмы Александровского кремля
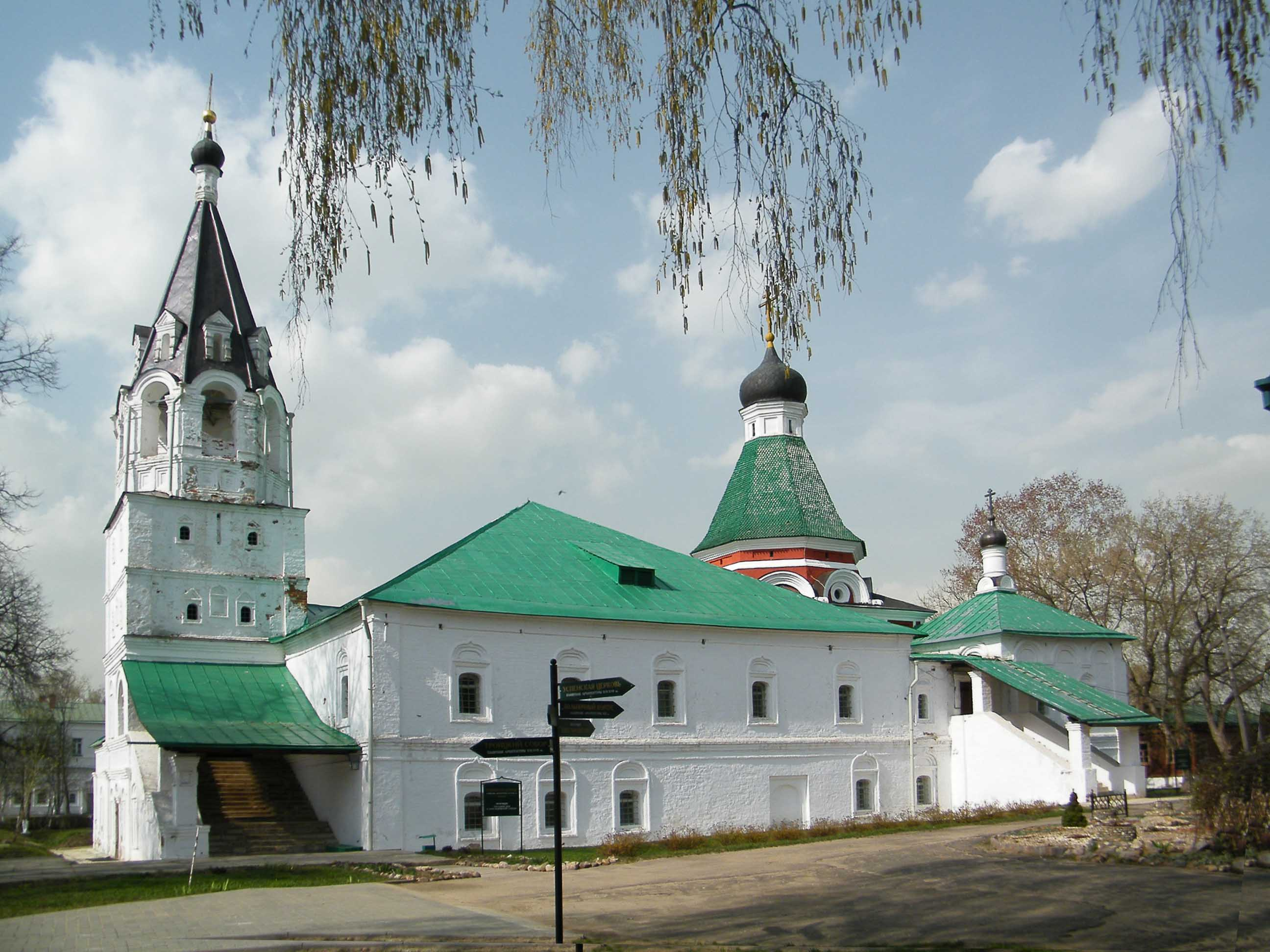
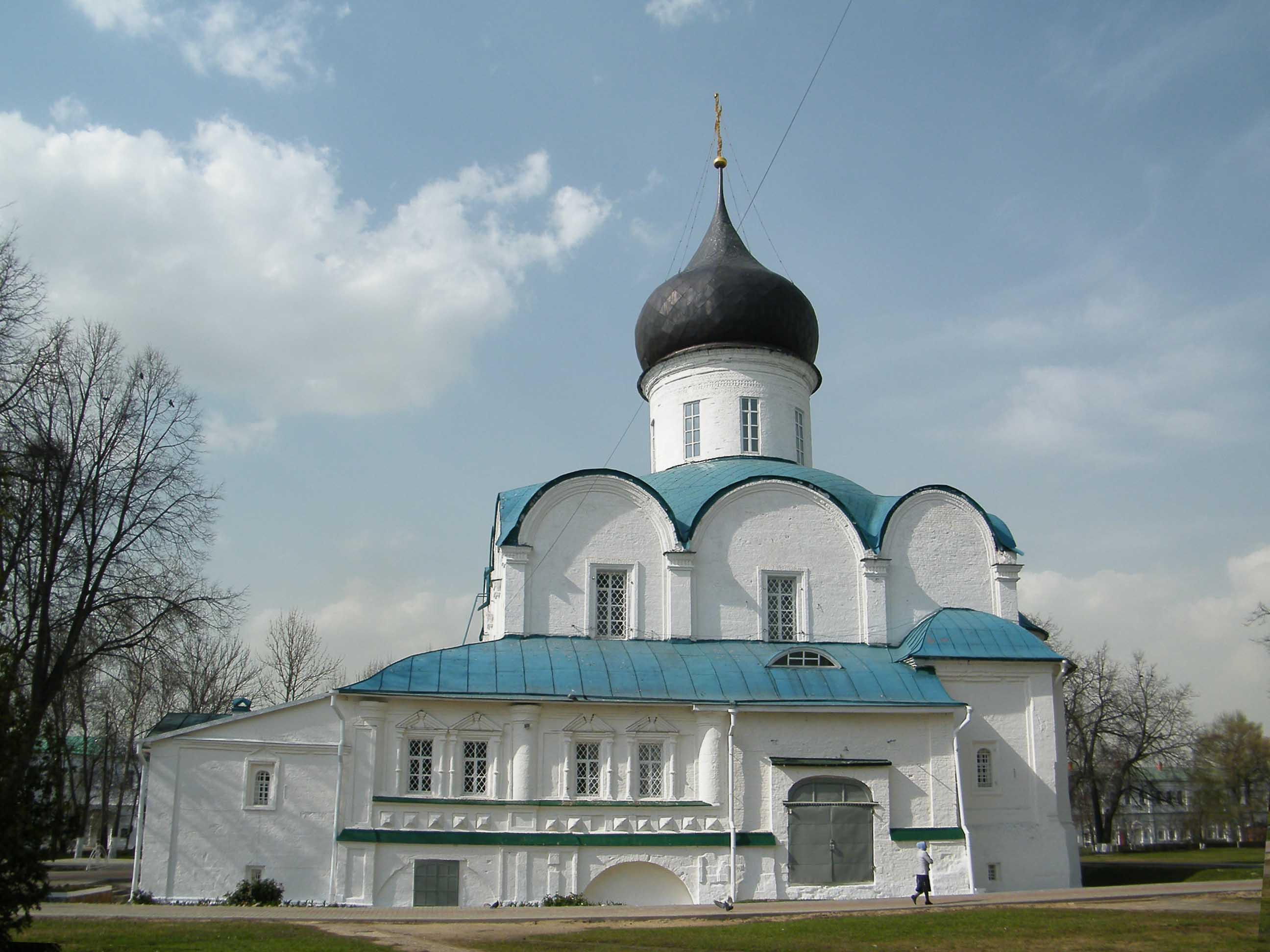
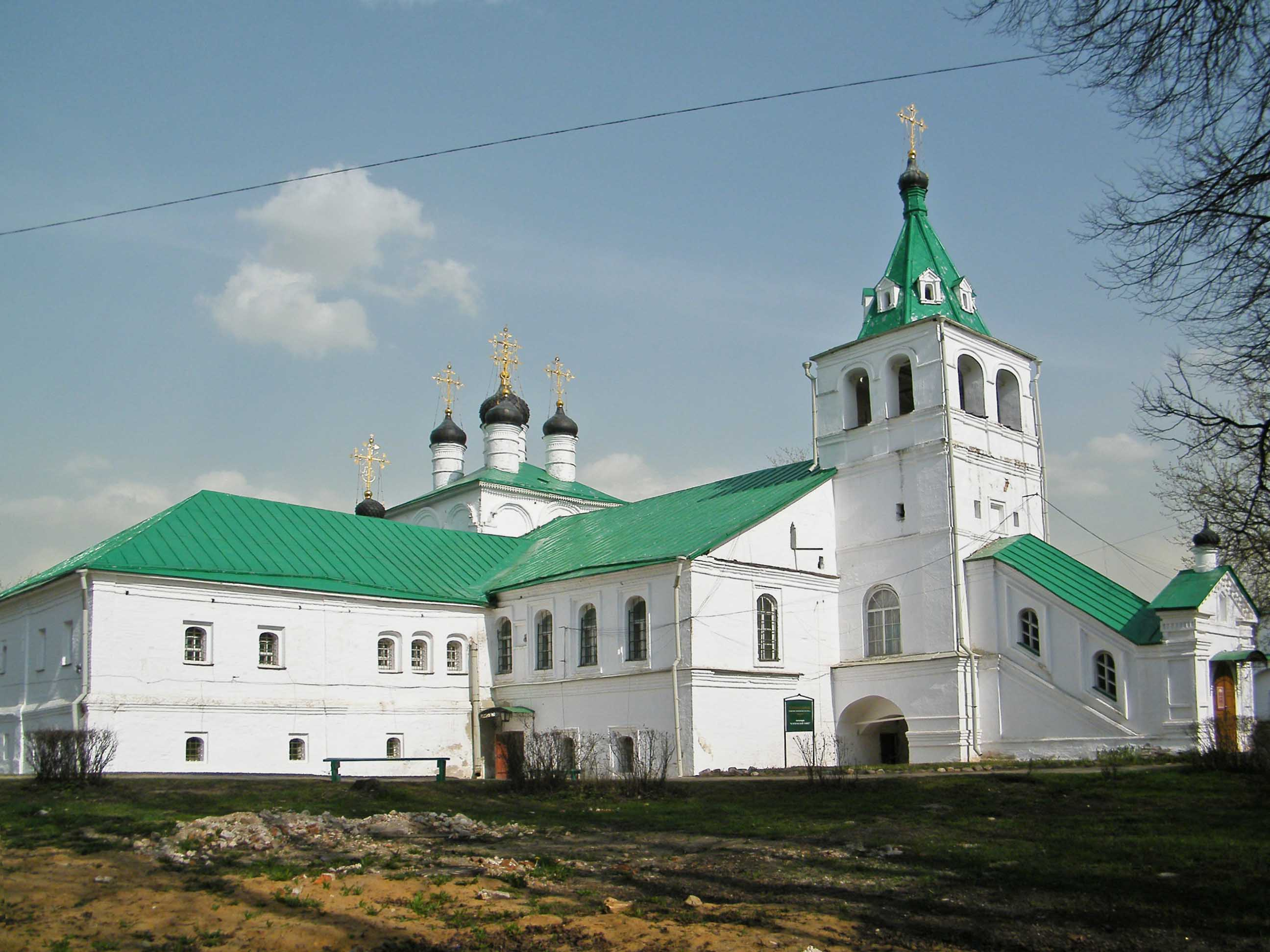

## Города-побратимы
- Ческа-Липа

## Прочие сведения
Летом 1970 года в городе и его окрестностях снимался художественный фильм «Руслан и Людмила».
Александров является одним из вероятнейших мест нахождения легендарной библиотеки Ивана Грозного.
В честь города назван один из малых противолодочных кораблей Черноморского флота ВМФ России «Александровец».
Гордостью Александровского музея-заповедника была трёхликая икона «Благовещение. Господь Саваоф».
Самая длинная улица города (длина около 2 км) носит название Красный переулок.
14 марта 1966 года в Александрове родился рок-музыкант Александр Манякин.

## В искусстве

### Фильмы, снимавшиеся в Александрове
- «Руслан и Людмила» (1972)[61];
- «Железнодорожный романс» (2002);
- «Кто убил Ивана Грозного»/Who killed Ivan the Terrible? (документальный, BBC, 2005);
- «Платина» (телесериал, 1 серия, 2007);
- «Юрьев день» (2008)[62];
- «Только о любви» (8-серийный фильм, 2012)[63];
- «Пенсильвания» (телесериал, 2016)[64];
- «История российского бунта. Разин» (документальный, 2016)[65].
- «Гербы России» Александров (телесериал, 1999—2005)

### В литературе
- Виктор Логинов, книга «Александровские невесты».
- Пиетро Вителли (экс-мэр итальянского города Кори, автор нескольких поэтических книг), стихотворение «Зима в Александрове».

### В музыке
Действие оперы «Царская невеста» Николая Римского-Корсакова по драме Льва Мея происходит в Александровской слободе осенью 1572 года.

## Галерея

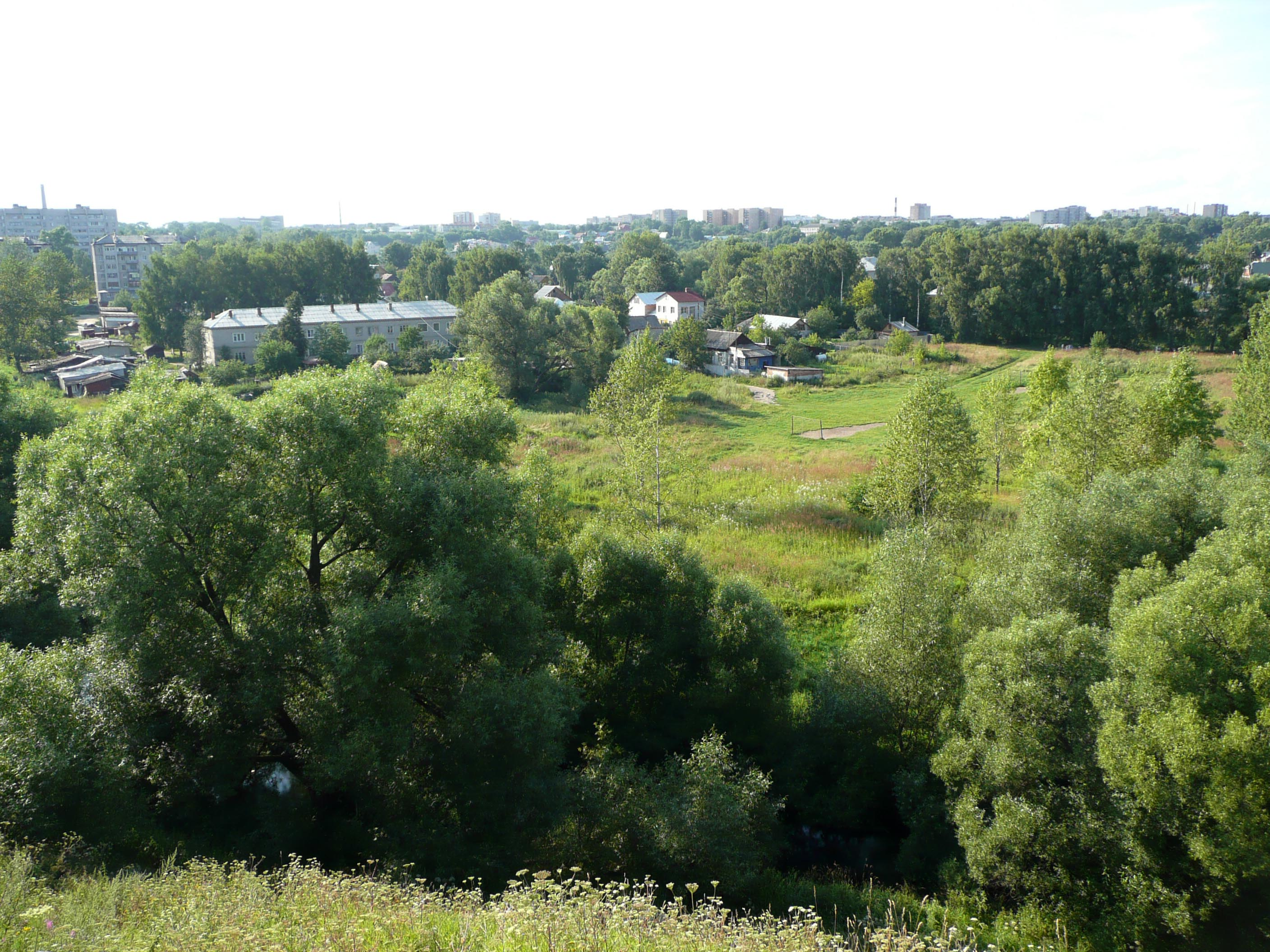
Вид на город с Поповой горы
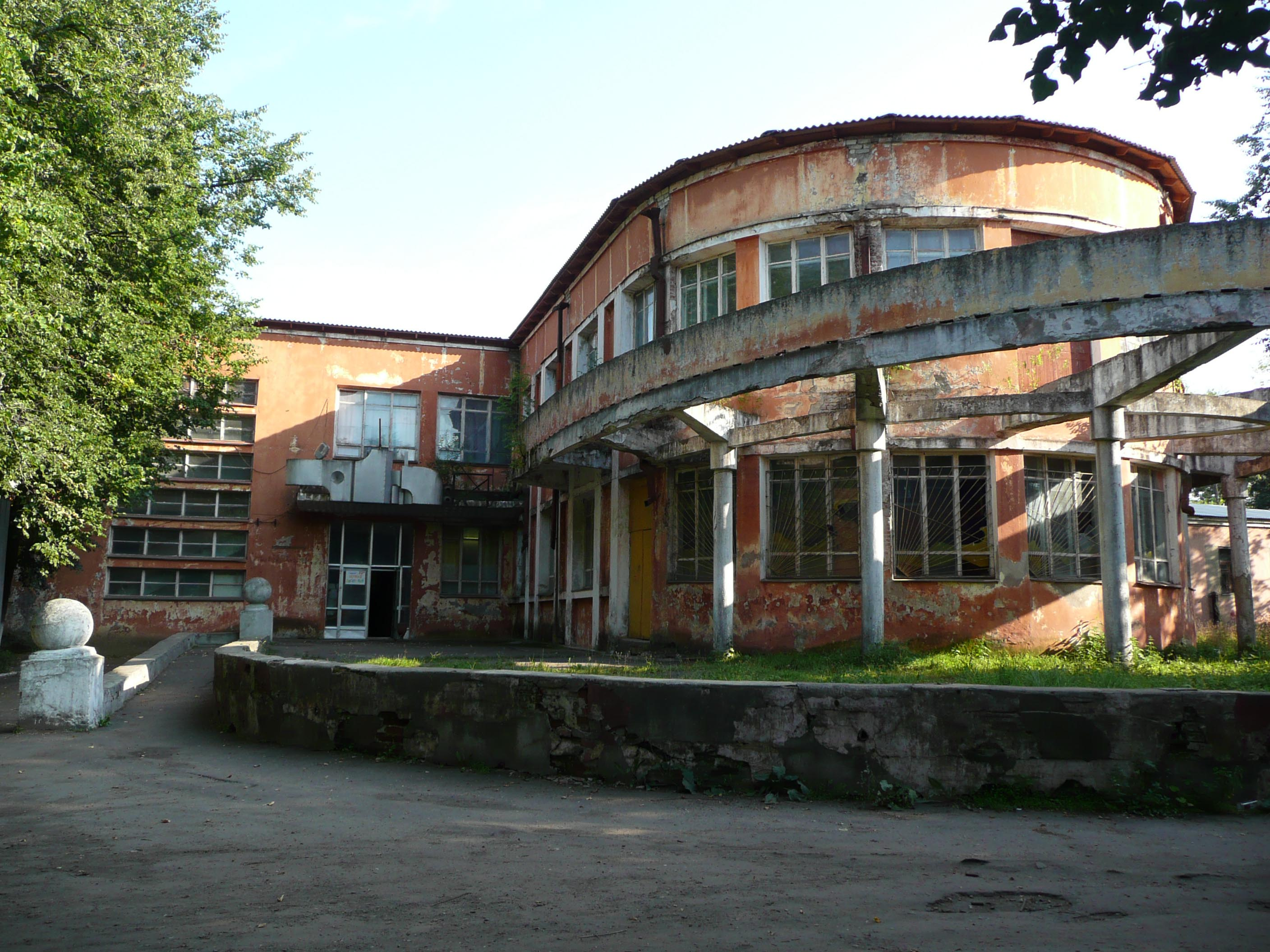
Здание клуба ИСКОЖ
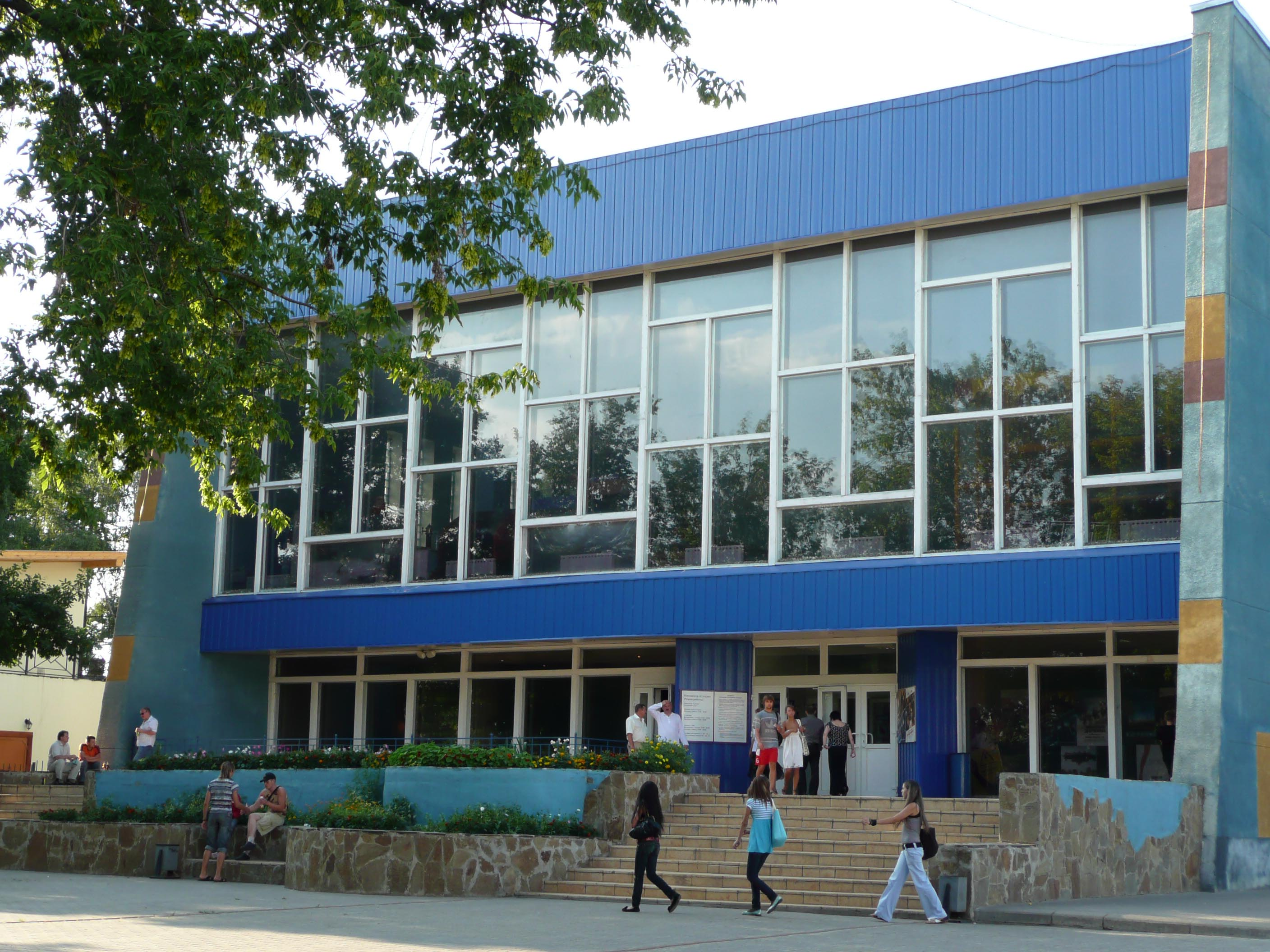
Кинотеатр «Сатурн»
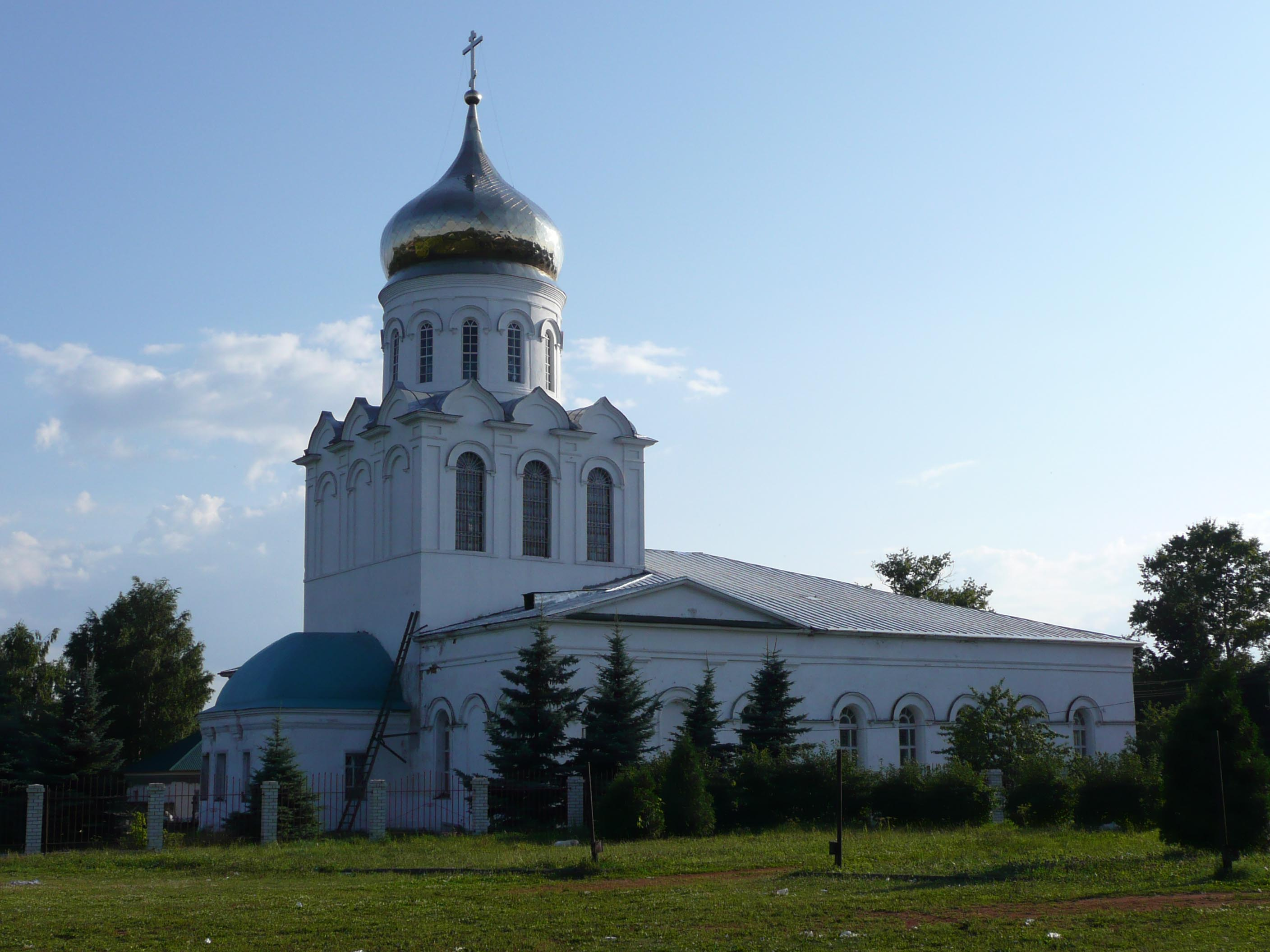
Собор Рождества Христова
Памятник революционным событиям 1905 года
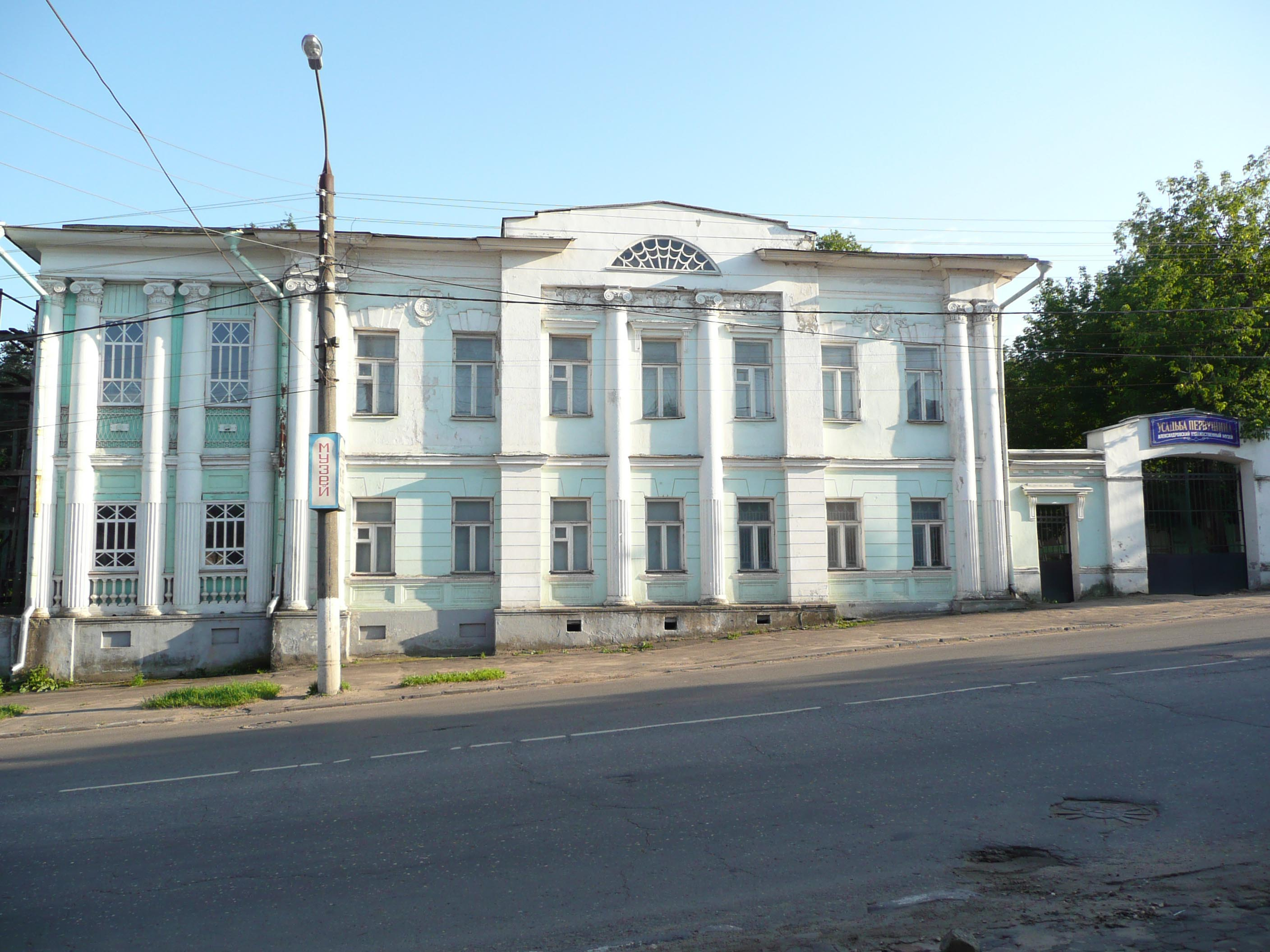
Усадьба Первушина
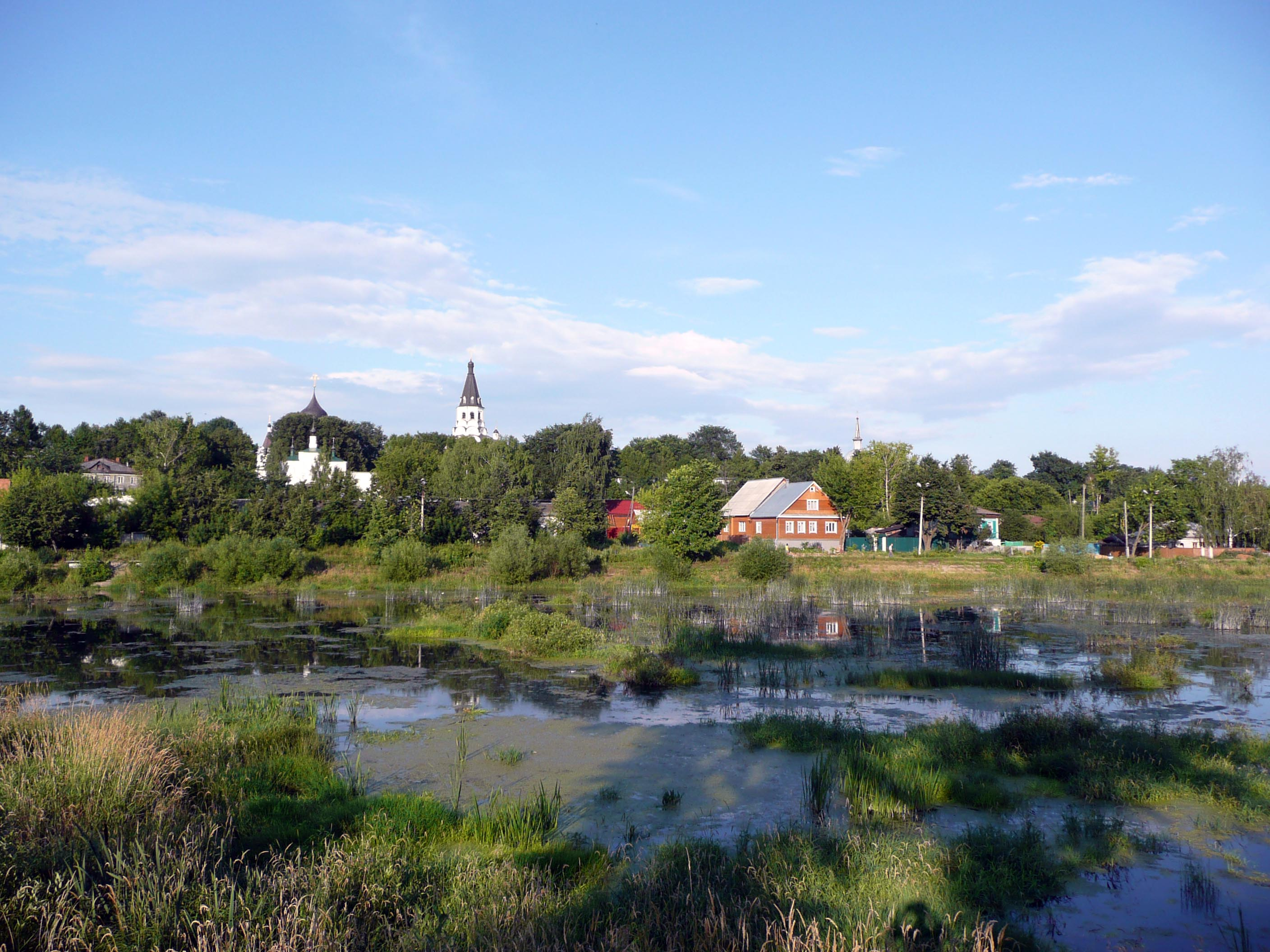
Плотина на реке Серой
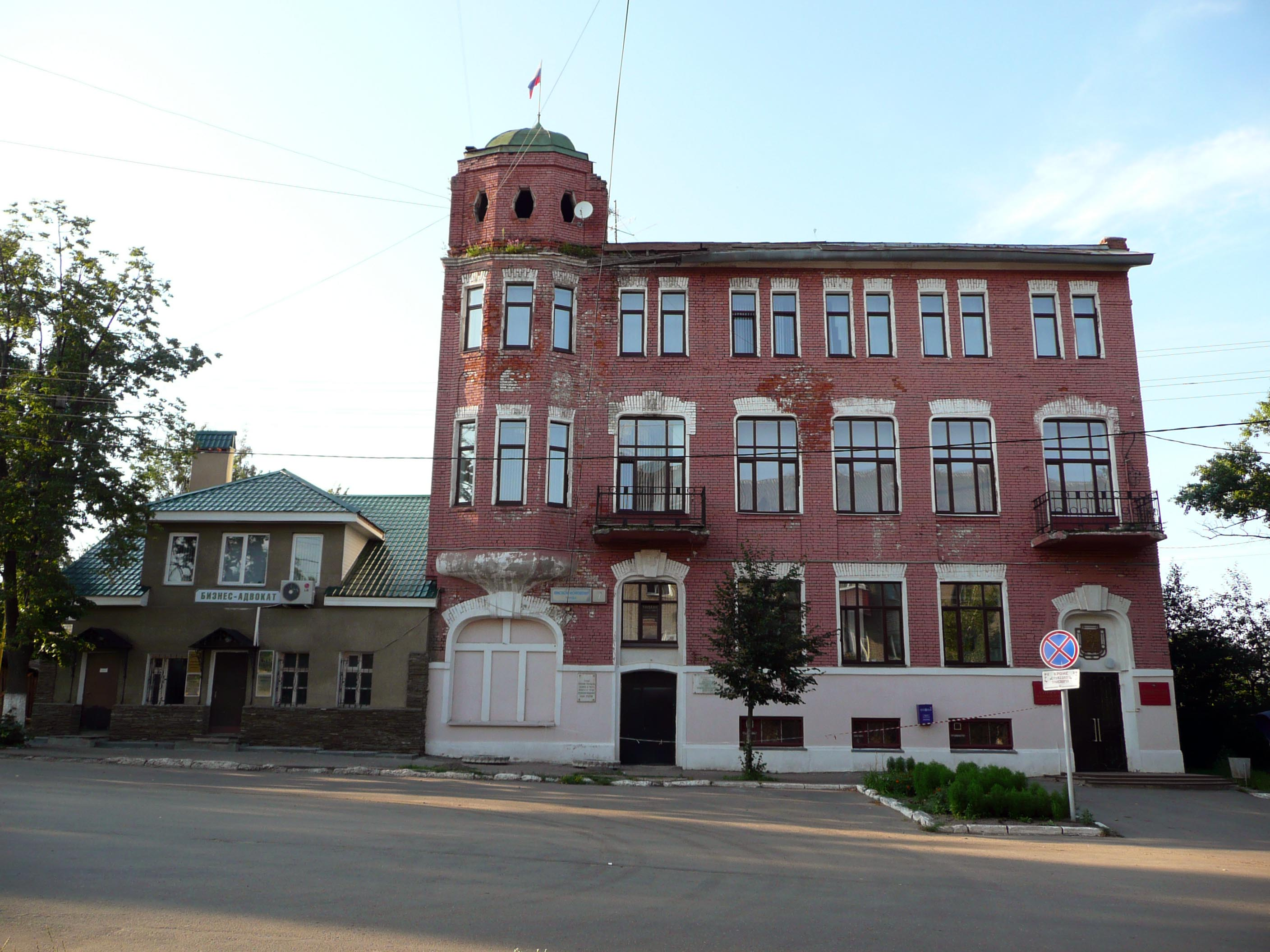
Здание районной администрации
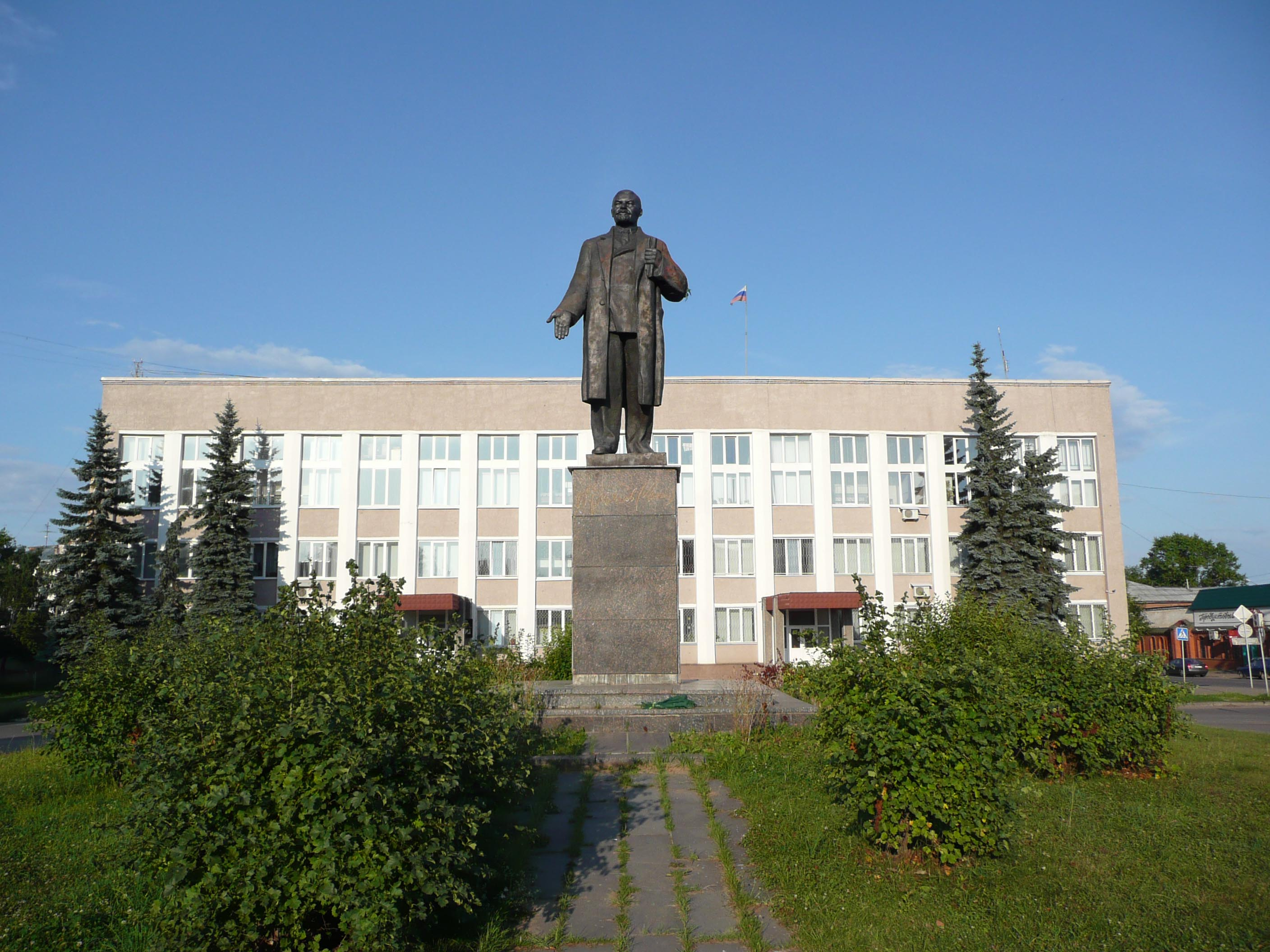
Памятник В. И. Ленину и здание городского суда
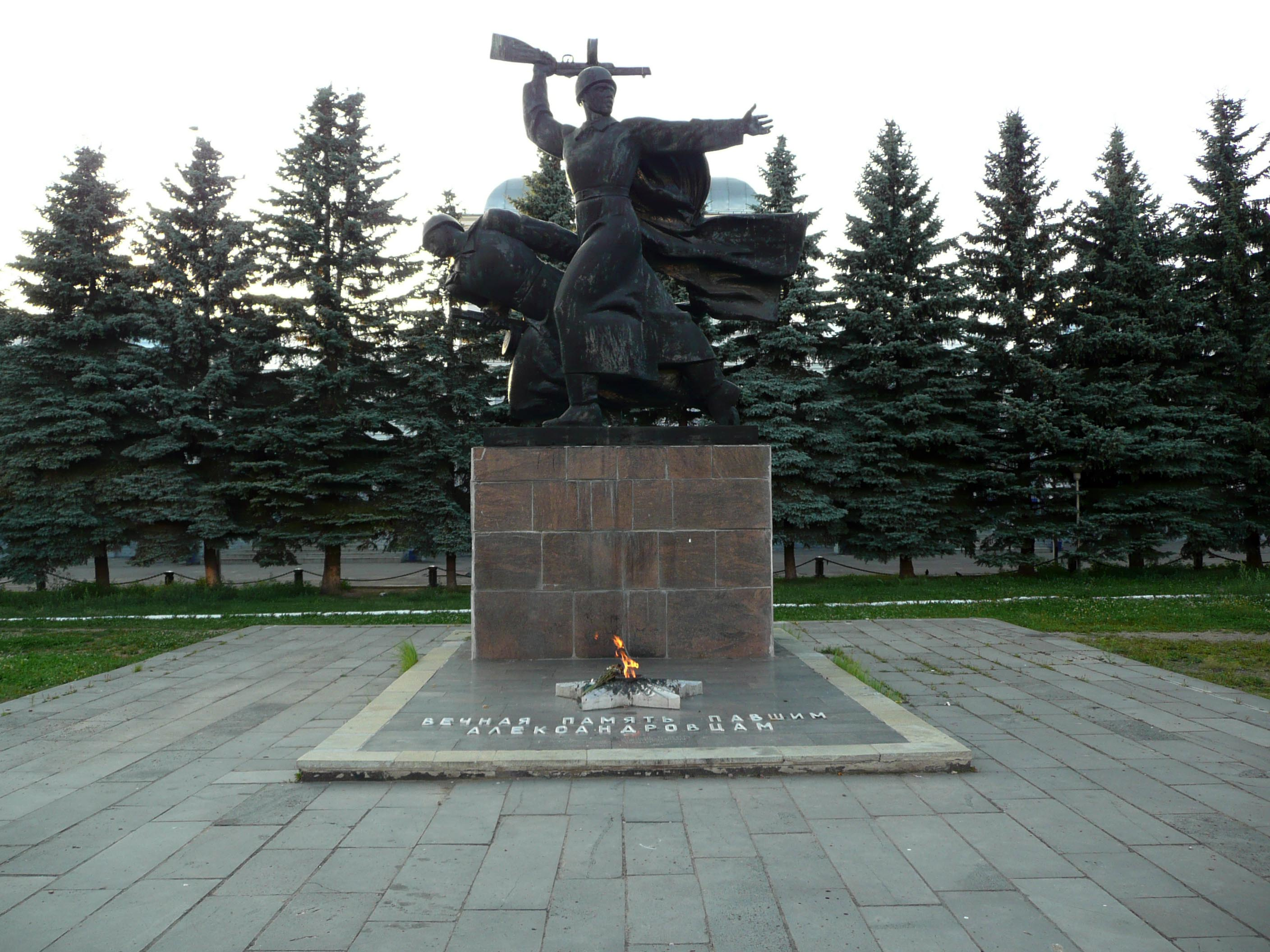
Вечный огонь
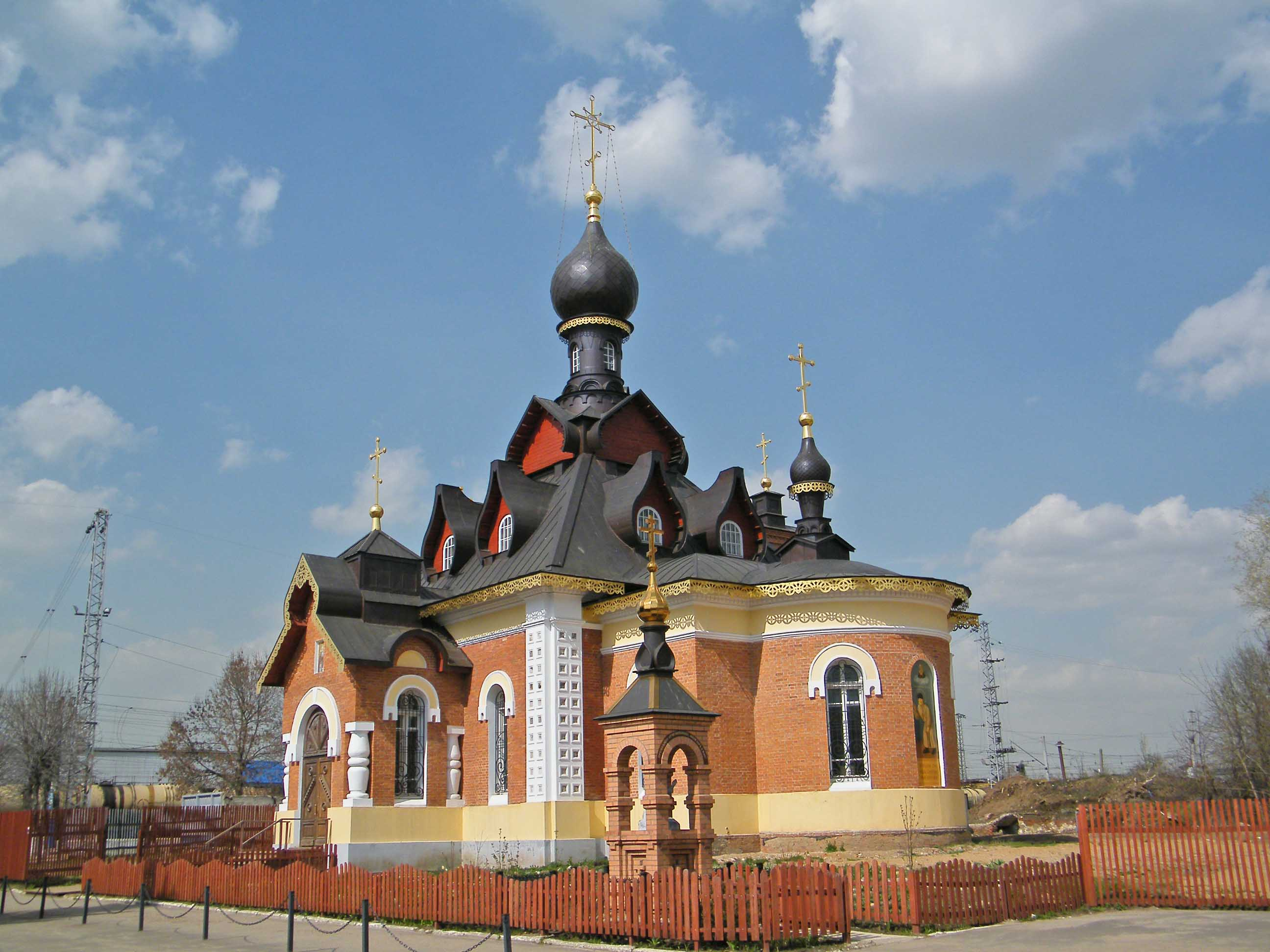
Церковь Серафима Саровского
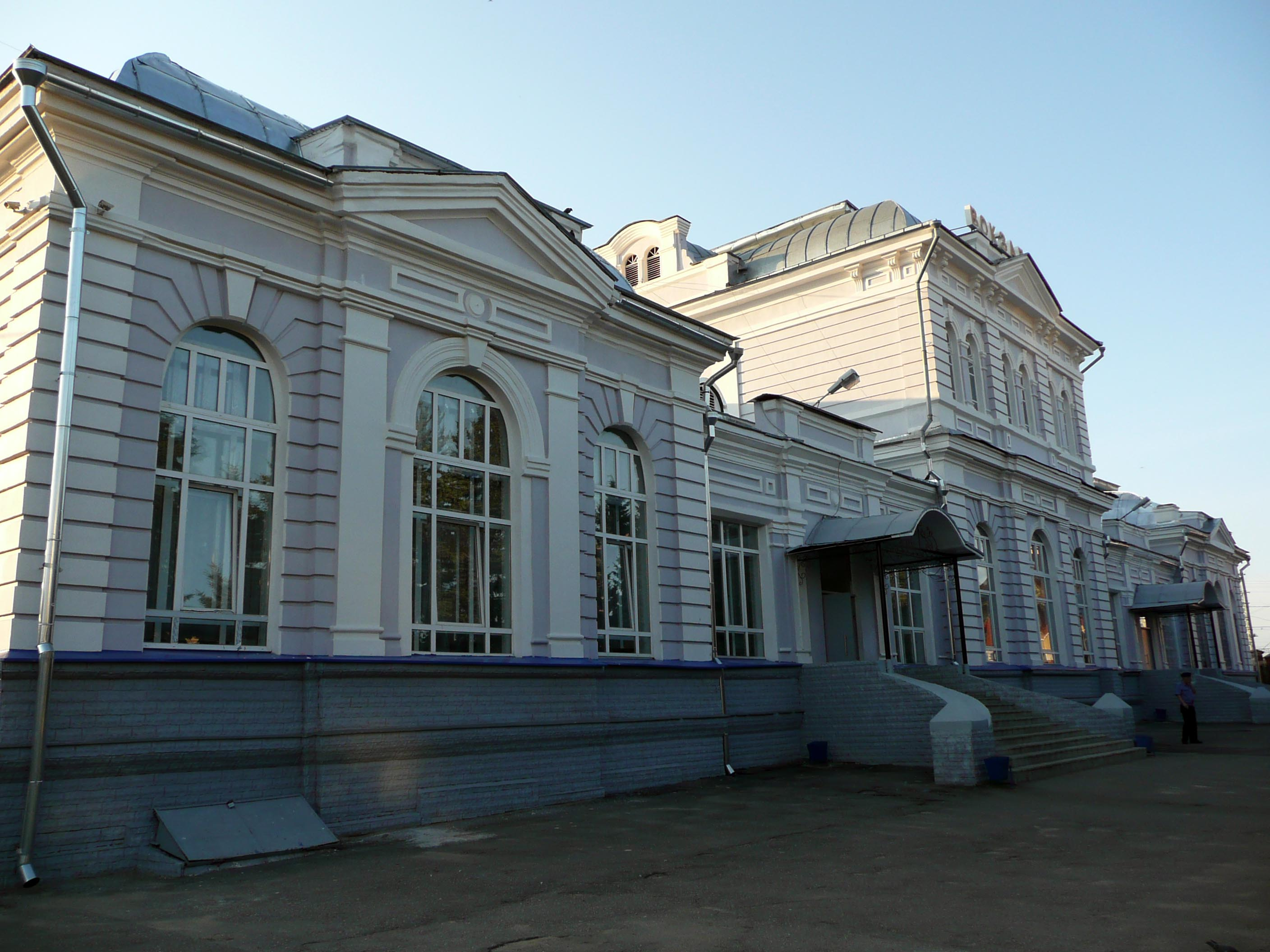
Здание железнодорожного вокзала
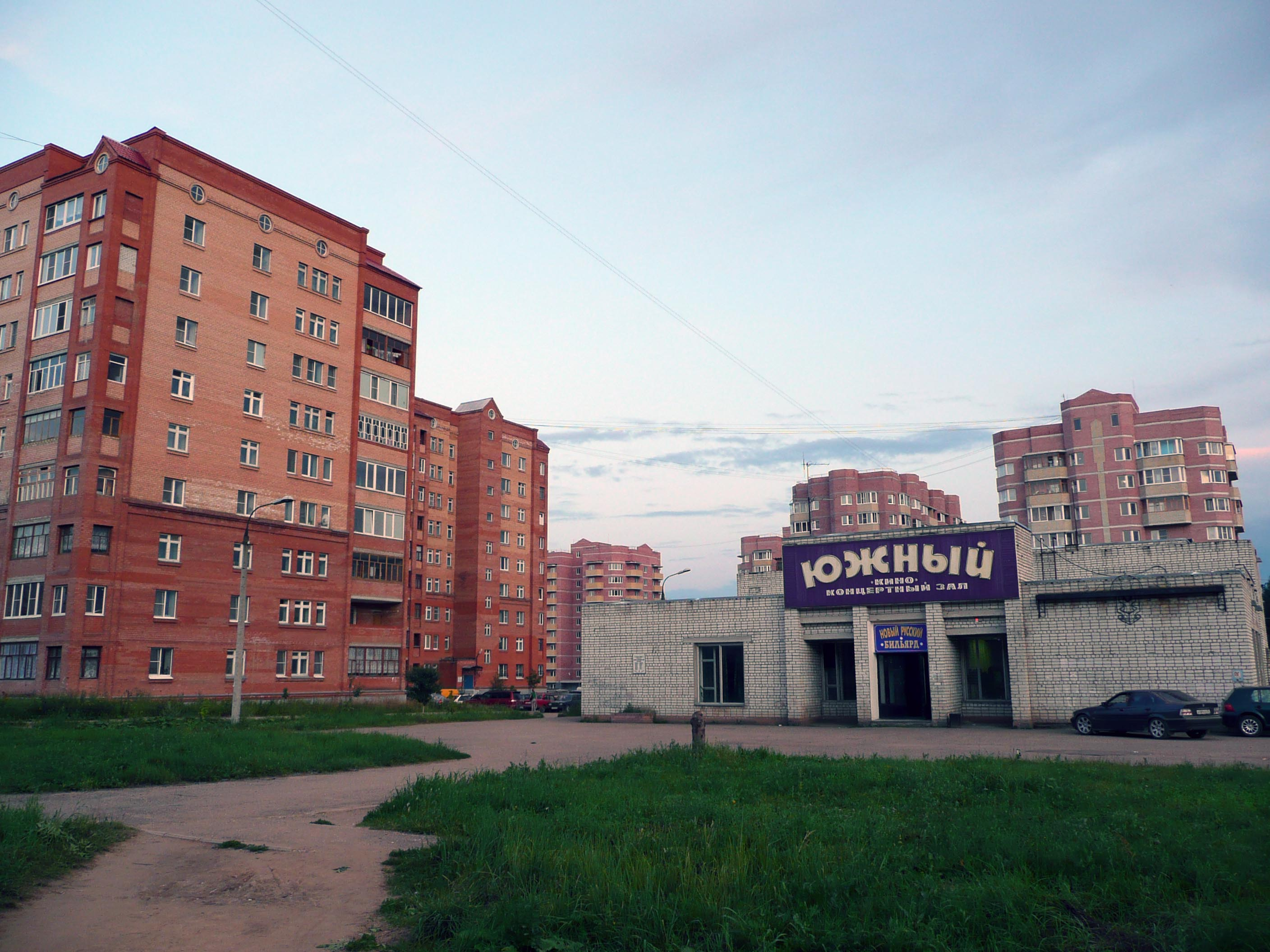
Микрорайон Южный в Черёмушках